# Star Trek: Picard temporada 1
La primera temporada de la sèrie de televisió estatunidenca Star Trek: Picard presenta el personatge Jean-Luc Picard després que es retirés de la Flota Estel·lar arran de la destrucció del planeta Romulus. Vivint a la vinya de la seva família l'any 2399, Picard s'endinsa en una nova aventura quan rep la visita de la filla del tinent comandant androide Data. La temporada va ser produïda per CBS Television Studios en associació amb Secret Hideout, Weed Road Pictures, Escapist Fare i Roddenberry Entertainment, amb Michael Chabon com a productor creador.
Patrick Stewart interpreta Picard, repetint el seu paper de la sèrie Star Trek: La nova generació, així com d'altres mitjans de Star Trek. Alison Pill, Isa Briones, Harry Treadaway, Michelle Hurd, Santiago Cabrera i Evan Evagora també hi participen. Stewart va anunciar la sèrie a l'agost de 2018, després que els creadors Akiva Goldsman, Chabon, Kirsten Beyer i Alex Kurtzman la convencessin de tornar al paper. Chabon va ser nomenat únic productor creador abans del rodatge, que va tenir lloc d'abril a setembre de 2019 a Califòrnia. Els productors es van centrar a diferenciar la temporada de les entregues anteriors de la franquícia i a rehabilitar les espècies romulana i Borg. La història i l'ambientació s'inspiren en el panorama polític del Brexit i Donald Trump, així com en la crisi dels refugiats de la guerra civil siriana. La temporada compta amb estrelles convidades especials que reprenen els seus papers de "La nova generació" i altres mitjans de "Star Trek".
La temporada es va estrenar al servei de streaming CBS All Access el 23 de gener de 2020 i va durar 10 episodis fins al 26 de març. Es va estrenar amb nous rècords d'audiència per al servei i crítiques generalment positives per part dels crítics que van destacar l'actuació de Stewart i l'enfocament en el personatge per sobre de l'acció. Tanmateix, van criticar el ritme lent i la història complexa de la temporada, i el seu to més fosc que el de les sèries anteriors de "Star Trek" va ser controvertit tant per la crítica com pels fans de la franquícia. La temporada va guanyar un Premi Primetime Creative Arts Emmy pel seu Maquillatge protètic, i va rebre diversos altres premis i nominacions. Es van encarregar una segona i una tercera temporades el gener de 2020, abans del debut de la primera temporada.

## Episodis
| 1 | 1  | «Remembrance»              | Hanelle M. Culpepper | Història de : Akiva Goldsman & Michael Chabon & Kirsten Beyer & Alex Kurtzman i James Duff Guió de : Akiva Goldsman i James Duff | 23 de gener de 2020  |
| En una entrevista, l'almirall retirat de la Flota Estel·lar Jean-Luc Picard revela que va dimitir en protesta després que la Flota Estel·lar abandonés els plans de rescatar ciutadans romulans d'una supernova quan sintètics rebels van atacar la flota de rescat. La Flota Estel·lar va prohibir la creació de sintètics després de l'atac. Uns assassins romulans ataquen una jove anomenada Dahj i maten la seva parella. Això desencadena alguna cosa en Dahj, i ella aconsegueix matar els assassins. Experimentant visions de Picard i veient la seva entrevista, Dahj el busca. Després de conèixer-la, Picard visita els Arxius de la Flota Estel·lar i troba una pintura que mostra una figura que s'assembla a Dahj. Titulada "Filla", la pintura va ser donada a Picard pel seu antic tinent comandant androide Data. Més assassins ataquen Picard i Dahj, i Dahj és assassinada. Picard es reuneix amb la Dra. Agnes Jurati a l'Institut Daystrom, qui explica que Dahj podria ser la filla de Data a causa d'un procediment experimental conegut com a clonació neuronal fractal, que resulta en androides bessons amb cossos orgànics. Mentrestant, la bessona de Dahj, Soji Asha, treballa en un cub Borg que ha estat recuperat per refugiats romulans |    |                            |                      | |                      |
| 2 | 2  | «Maps and Legends»         | Hanelle M. Culpepper | Michael Chabon & Akiva Goldsman                                                                                                  | 30 de gener de 2020  |
| Amb l'esperança de trobar la Soji abans que els assassins arribin a ella, Picard investiga l'apartament de Dahj amb el seu empleat romulà Laris. Aquest últim creu que els assassins poden ser membres dels Zhat Vash, una organització secreta amb un odi profundament arrelat pels sintètics, i ajuda a Picard a descobrir la ubicació de la Soji des de l'ordinador de Dahj. Al Cub Borg, anomenat "Artefacte", la Soji desenvolupa una relació amb l'agent romulà Narek mentre treballa en un projecte per eliminar la tecnologia Borg dels antics drons Borg. Malgrat l'aparició d'una malaltia terminal, Picard demana a l'almirall de la Flota Estel·lar Kirsten Clancy una nau i una tripulació per trobar la Soji. Ella el rebutja i refereix l'incident al cap de seguretat de la Flota Estel·lar, el comodor Oh, que ho discuteix amb una tinent que és la germana de Narek, la Narissa, disfressada. La Narissa va liderar els assassins per matar la Dahj mentre Narek s'acosta al seu objectiu, la Soji, amb seducció en lloc de violència. Picard decideix trobar i salvar la Soji ell mateix i comença a reunir una nova tripulació, començant per la seva ex primer oficial de la Flota Estel·lar, Raffi Musiker. |    |                            |                      | |                      |
| 3 | 3  | «The End Is the Beginning» | Hanelle M. Culpepper | Michael Chabon & James Duff | 6 de febrer de 2020  |
| Quan Picard va dimitir després de l'atac dels sintètics a Mart, la Flota Estel·lar va acomiadar Raffi. Ara ella li guarda rancor per això, i per no haver-la ajudat en els anys següents, i es nega a unir-s'hi. Tanmateix, li troba un pilot independent anomenat Rios. A l'Artefacte, el director del projecte de recuperació, l'exdron Borg Hugh, permet a la Soji entrevistar un romulà que ha estat recuperat dels Borg. Aquest romulà declara que Soji és "la destructora" i intenta suïcidar-se, però Soji, sense saber-ho, utilitza la seva velocitat millorada per evitar que això passi. Narissa adverteix a Narek que no s'aferri emocionalment a Soji. Oh s'acosta a la Dra. Jurati, que revela la seva conversa amb Picard. Poc després, Picard és atacat per agents de Zhat Vash. Jurati ajuda a matar-los a tots menys a un, que també anomena Soji "la destructora" abans de suïcidar-se. Picard accepta portar a Jurati en la seva missió per trobar Soji, i la parella es transporta a bord de la nau de Rios, "La Sirena". Allà també s'uneix a ells Raffi, que creu que el creador de Soji, Bruce Maddox, és al planeta Freecloud i viatjarà amb ells fins allà. |    |                            |                      | |                      |
| 4 | 4  | «Absolute Candor»          | Jonathan Frakes      | Michael Chabon | 13 de febrer de 2020 |
| Picard demana a Rios que faci una desviació al planeta Vashti, on va ajudar a traslladar els refugiats romulans abans de l'atac a Mart. Picard s'havia fet amic d'un noi jove anomenat Elnor i havia promès tornar a buscar-lo, però el va abandonar després que aquest dimitís de la Flota Estel·lar. Elnor va ser criat per les Qowat Milat, monges guerreres que han fet un jurament de sinceritat absoluta. Picard demana a Elnor que s'uneixi a la seva missió; Elnor inicialment s'hi nega, però canvia d'opinió quan Picard és atacat per romulans que s'enfaden amb la Flota Estel·lar per haver abandonat l'esforç d'evacuació. Picard i Elnor es teleporten a "La Sirena", on Rios i Raffi lluiten contra un senyor de la guerra local. Una nau misteriosa ajuda a "La Sirena" a guanyar la batalla, però resulta danyada en el procés. Teleporten el pilot, un antic dron Borg Set de Nou, a "La Sirena". A l'Artefacte, Soji intenta obtenir més informació sobre els romulans que van ser assimilats per l'Artefacte i el seu "destructor" profetitzat. Narek s'ofereix a obtenir la seva informació sobre els romulans, però la parella es baralla quan ell expressa dubtes sobre el passat de Soji. Narissa dóna a Narek una setmana per obtenir informació sobre altres sintètics de Soji. |    |                            |                      | |                      |
| 5 | 5  | «Stardust City Rag»        | Jonathan Frakes      | Kirsten Beyer | 20 de febrer de 2020 |
| Fa anys, Set de Nou es va veure obligada a sacrificar el seu amic íntim Icheb després que els seus implants Borg fossin arrencats pel traficant del mercat negre Bjayzl. Ara, Set viatja amb La Sirena a Freecloud, on Raffi s'assabenta que Bjayzl té Maddox captiu i té la intenció de vendre'l als romulans. Per alliberar Maddox, la tripulació de Picard organitza un intercanvi de presoners amb Set com a esquer. Mentrestant, Raffi intenta sense èxit reconnectar amb el seu fill Gabriel, del qual està separat, abans de tornar a La Sirena. Quan Bjayzl reconeix Set, aquesta última deixa anar la farsa i revela la seva veritable intenció: matar Bjayzl i venjar Icheb. Picard convenç Set de no buscar venjança, i Maddox és teletransportat sa i estalvi a "La Sirena". Més tard, Set torna a Freecloud i mata Bjayzl sense que Picard ho sàpiga. A la infermeria de "La Sirena", Maddox li diu a Picard que va enviar Soji i Dahj a l'Artefacte i a la Terra, respectivament, per descobrir la veritable motivació darrere de la prohibició dels sintètics de la Flota Estel·lar. Un cop Picard la deixa sola, Jurati s'enfronta a Maddox i li parla del fet que solien tenir una relació junts en secret. Jurati llavors assassina Maddox. |    |                            |                      | |                      |
| 6 | 6  | «The Impossible Box»       | Maja Vrvilo          | Nick Zayas | 27 de febrer de 2020 |
| Narek s'adona que Soji té el mateix malson cada nit i planeja utilitzar-lo per descobrir on va ser creada. Lluitant contra la culpa d'haver assassinat Maddox, Jurati té relacions sexuals amb Rios. Per abordar l'Artefacte sense causar un incident diplomàtic amb els romulans, Picard demana a Raffi que obtingui l'autorització oficial de la Federació. Raffi, borratxa i drogada després del rebuig del seu fill, convenç un vell conegut de la Flota Estel·lar perquè li doni l'autorització. Això permet a Picard teletransportar-se a bord de l'Artefacte i tornar a connectar amb Hugh. A causa de la manipulació de Narek, Soji comença a descobrir que la seva identitat ha estat fabricada recentment, i la guia a través de la pràctica de meditació romulana de Zhal Makh per explorar els seus somnis: és capaç d'identificar pistes que indiquen el lloc on va ser creada. Narek li diu a Soji que no és real i intenta enverinar-la amb radiació. Això activa el seu mecanisme d'autodefensa que li permet sobreviure. Soji es troba amb Picard, i Hugh els ajuda a transportar-se al planeta proper Nepenthe. Elnor es teletransporta a bord de l'Artefacte per ajudar Hugh a cobrir les seves petjades. |    |                            |                      | |                      |
| 7 | 7  | «Nepenthe»                 | Doug Aarniokoski     | Samantha Humphrey and Michael Chabon                                                                                             | 5 de març de 2020    |
| Quan Oh es va acostar a Jurati, aquest últim va utilitzar una fusió mental vulcaniana per revelar les horribles conseqüències potencials de permetre que existeixi vida sintètica com la Soji. Jurati va acceptar ajudar a destruir-la i va ingerir un dispositiu de rastreig. Narek ara l'utilitza per rastrejar "La Sirena" fins que una Jurati plena de culpa rep una injecció que la deixa en coma i atura el rastreig. Els intents d'Elnor de protegir Hugh a l'Artefacte no tenen èxit quan Narissa fereix mortalment Hugh. Abans de morir, Hugh dóna a Elnor un dispositiu per senyalitzar el grup de vigilants de Set de Nou, els Fenris Rangers. A Nepenthe, Picard es reuneix amb els seus vells amics i col·legues William Riker i Deanna Troi, el fill dels quals Thad va morir després que el procediment mèdic que necessitava fos prohibit com a part de la prohibició sintètica. Riker, Troi i la seva filla Kestra donen refugi a Picard i Soji fins que arriba "La Sirena". Troi i Riker poden veure el dolor de Soji després de la traïció de Narek i ajuden Picard a començar a guanyar-se la seva confiança. La família també intenta ajudar Soji a acceptar ser un androide i aconsegueixen ajudar a identificar la ubicació del seu somni. |    |                            |                      | |                      |
| 8 | 8  | «Broken Pieces»            | Maja Vrvilo          | Michael Chabon | 12 de març de 2020   |
| Picard i Soji es teleporten a bord de La Sirena, i Rios té un atac de pànic quan veu Soji. Quan Jurati es desperta, s'ofereix a lliurar-se a la Flota Estel·lar, i després de conèixer Soji decideix no fer-li mal. Rios explica a Raffi sobre el seu capità de la Flota Estel·lar, que va assassinar dues persones per ordre de la Flota Estel·lar abans de suïcidar-se. Raffi també reconstrueix que els romulans van descobrir un avís d'una civilització passada sobre els horrors de la vida sintètica evolucionada, i el Zhat Vash va enviar el mig romulà Oh a infiltrar-se a la Flota Estel·lar i a instigar l'atac a Mart com a part del seu pla antisintètics. Les persones que el capità de Rios va assassinar eren sintètics del món natal de Soji, i una d'elles, Janna, s'assemblava molt a ella. En sentir això, Soji activa records i traça un curs cap a casa seva, encara seguida per Narek. A l'Artefacte, Set de Nou arriba per ajudar Elnor a lluitar contra els romulans. Es connecta amb el Cub i els drons Borg que hi estan en estasi, però els romulans maten tots els drons alliberant-los a l'espai. Els romulans abandonen llavors l'Artefacte i es preparen per envair el món dels sintètics. |    |                            |                      | |                      |
| 9 | 9  | «Et in Arcadia Ego»        | Akiva Goldsman       | Història de : Michael Chabon & Ayelet Waldman & Akiva Goldsman Guió de : Michael Chabon & Ayelet Waldman                         | 19 de març de 2020   |
| 10 | 10 | «Et in Arcadia Ego»        | Akiva Goldsman       | Història de : Michael Chabon & Akiva Goldsman Guió de : Michael Chabon                                                           | 26 de març de 2020   |
| Part 1: Usant un conducte transcurvatura Borg, "La Sirena" arriba al món natal de Soji, Coppelius, alguns dies abans que la flota romulana. Narek arriba i ataca, però és interromput quan l'Artefacte també els segueix a través del conducte transcurvatura. Un sistema de defensa planetària en forma d'orquídies gegants arrossega les tres naus a la superfície del planeta, i Picard requereix atenció mèdica després de l'accident. Jurati descobreix la seva malaltia terminal i Picard la revela a la resta de la tripulació. Després de trobar Elnor i Set vius entre les restes de l'Artefacte, la tripulació viatja a l'assentament on es van crear Dahj i Soji. Troben el company de Maddox (i fill del creador de Data), Altan Inigo Soong, amb una colònia de sintètics, inclòs la bessona de Janna, Sutra. Sutra utilitza una fusió mental per veure la visió que Oh va mostrar a Jurati, i creu que és un missatge a la vida sintètica d'éssers superiors disposats a destruir la vida orgànica. Soong, Soji i els altres sintètics donen suport al pla de Sutra de cridar aquests éssers abans que arribin els romulans. Picard no hi està d'acord i és fet presoner. Part 2: Narek convenç Raffi, Rios i Elnor perquè l'ajudin a destruir la balisa dels sintètics. Jurati allibera Picard i la parella escapa a La Sirena, on Picard vola per enfrontar-se i aturar els romulans. Narissa ataca La Sirena amb les defenses de l'Artefacte, però és aturada i assassinada per Set de Nou. Soong descobreix que Sutra va treballar amb Narek per convèncer els altres sintètics que estiguessin d'acord amb el seu pla, i la incapacita. Soji frustra l'intent de destruir la balisa i l'activa. Picard comença a sucumbir a la seva malaltia, però Jurati allarga la seva vida prou temps perquè pugui distraure els romulans fins que arriba una armada de la Flota Estel·lar en suport, liderada per Riker. Això dóna a Soji l'opció d'apagar la balisa ella mateixa, cosa que fa, i els romulans es retiren. Picard mor després que Jurati i Soong transfereixin la seva consciència a un dispositiu que conté la còpia de la consciència de Data per part de Maddox. Picard s'acomiada de Data abans de despertar-se en un cos de "gòlem" sintètic. Després que la Federació aixequi la prohibició dels sintètics, Picard i Soji parteixen a "La Sirena" amb Rios, Raffi, Jurati, Elnor i Set de Nou. |    |                            |                      | |                      |

## Repartiment i personatges

### Principal
- Patrick Stewart com a Jean-Luc Picard[2]
- Alison Pill com a Agnes Jurati[3][4]
- Isa Briones com a Dahj, Soji Asha[5] i Sutra[6]
- Harry Treadaway com a Narek[3][4]
- Michelle Hurd com a Raffi Musiker[4][7]
- Santiago Cabrera com a Chris Rios[4][7]
- Evan Evagora com a Elnor[4][8]

### Recurrent
- Brent Spiner com a Data[4] i Altan Inigo Soong[6]
- Orla Brady com a Laris[9]
- Jamie McShane com a Zhaban[9]
- Sumalee Montano com a Dahj i "mare" de Soji[10]
- Tamlyn Tomita com a Comodor Oh[11]
- Peyton List com a Narissa[12]
- Jonathan Del Arco com a Hugh[4]
- Rebecca Wisocky com a Ramdha[13]
- Jeri Ryan com a Set de Nou[4]

### Convidats destacats
- John Ales com a Bruce Maddox[14]
- Casey King com a Icheb[14]
- Jonathan Frakes com a William Riker[4]
- Marina Sirtis com a Deanna Troi[4]

## Producció

### Desenvolupament
El juny de 2018, després de convertir-se en l'únic productor creador de la sèrie Star Trek: Discovery, Alex Kurtzman va signar un contracte global de cinc anys amb CBS Television Studios per expandir la franquícia Star Trek més enllà de Discovery a diverses sèries, minisèries i sèries animades noves. Es va informar que una d'aquestes noves sèries estava protagonitzada per Patrick Stewart, repetint el seu paper de Jean-Luc Picard de la sèrie Star Trek: La nova generació. Stewart havia dit anteriorment que no volia tornar a la franquícia, però va ser convençut d'unir-se al projecte després d'una proposta de Kurtzman, Akiva Goldsman, Michael Chabon i Kirsten Beyer. Stewart va anunciar oficialment la sèrie a l'agost de 2018, i va revelar al gener de 2019 que la primera temporada constaria de 10 episodis. Kurtzman va dir que la sèrie no tenia un productor creador tradicional i que, en canvi, estava "guiada" per un equip creatiu més gran, incloent-hi ell mateix, Goldsman, Chabon i Beyer, però al juny la CBS va nomenar Chabon com a únic productor creador de la sèrie. Aquesta decisió va ser presa per Kurtzman i la CBS abans del rodatge i malgrat la manca d'experiència de Chabon en producció (la seva formació és en l'escriptura de novel·les en lloc de sèries de televisió). Chabon va treballar estretament amb Kurtzman i Goldsman en la producció diària de la temporada.

### Escriptura

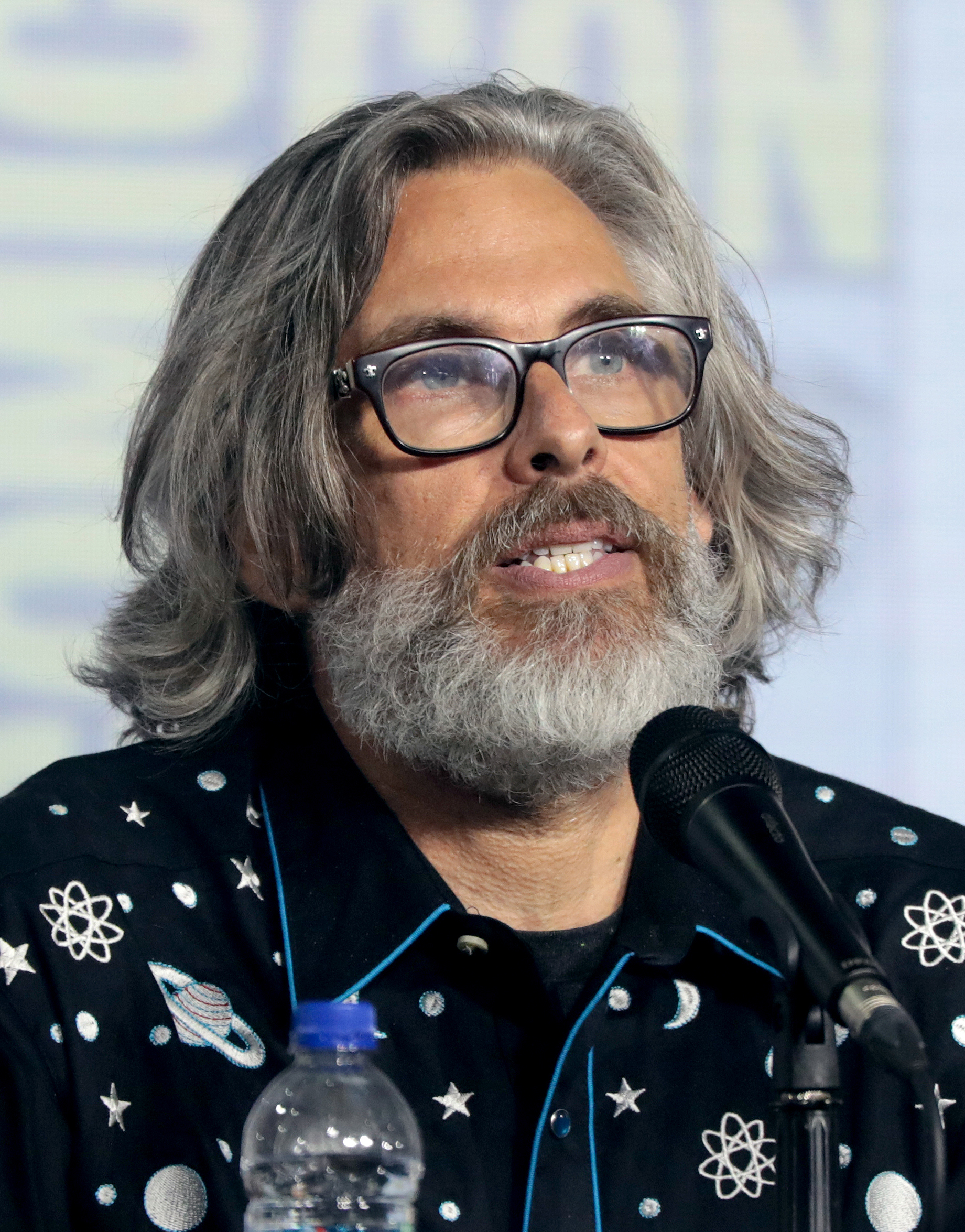
El co-creador Michael Chabon va ser el productor creador de la primera temporada de Picard

Els creadors van començar a escriure la sèrie a finals de setembre de 2018, treballant al costat de Stewart durant dues setmanes. Chabon va dir que l'aportació de Stewart no tenia preu, i l'actor va parlar dels seus records del personatge, del que volia veure a la sèrie i dels reptes d'actuació que volia afrontar i evitar. Van crear la trama general de la temporada, abans d'expandir-se a una sala de guionistes completa per trencar els episodis i escriure guions. Les històries de vuit episodis es van compondre al desembre, i tots els guions de la temporada es van completar a l'agost de 2019. Chabon va reescriure la majoria dels guions dels altres guionistes per garantir la coherència del to, i va trobar que el procés d'escriptura col·laborativa era la diferència més gran entre el seu treball a Picard i la sèrie de curtmetratges Star Trek: Short Treks. Chabon també va comparar Picard amb el seu treball a la pel·lícula John Carter (2012), per a la qual es va sentir limitat per haver d'adaptar el material original. En canvi, escriure Picard li va permetre expandir la franquícia en noves direccions. Chabon volia que la sèrie se centrés en la vida d'un Picard jubilat a la seva vinya, resolent possiblement misteris locals, sense naus espacials ni tirotejos. Va reconèixer que el fandom de "Star Trek" probablement no estava preparat per a un canvi tan radical, i que havia d'equilibrar aquestes idees amb un enfocament més basat en la trama.
La sèrie explica una única història serialitzada, que comença 20 anys després de l'última aparició de Stewart com a Picard a la pel·lícula Star Trek: Nemesis (2002). Troba Picard profundament afectat per la mort del seu col·lega androide Data a Nemesis, que Chabon i Goldsman van sentir que havia acabat prematurament l'arc del personatge de Data. Volien completar el seu viatge amb la primera temporada de "Picard", i acaba amb Picard dient adéu a la consciència de Data abans de permetre-li "morir" per sempre. Chabon va començar a escriure aquesta escena al principi del desenvolupament i no la va completar fins a la nit abans de filmar-la. La temporada introdueix nous androides derivats de la consciència de Data, anomenats éssers "sintètics". A la història de la sèrie, els sintètics han estat prohibits, i Picard lluita pel seu dret a existir. Dóna la seva vida per salvar els sintètics, i la seva consciència es transfereix a un cos sintètic que l'escriptor va sentir que el convertia en la "personificació vivent" del tema. Aquesta història es basa en una malaltia terminal que a Picard li diagnostiquen durant la temporada; com que Picard té 94 anys, els guionistes volien discutir de problemes com aquest que la gent afronta al final de les seves vides. Chabon va incorporar sense voler les seves experiències personals en aquesta història després que el seu pare morís durant la realització de la temporada.
La sèrie té lloc després de la destrucció del planeta Romulus, tal com es veu a la pel·lícula Star Trek (2009), i revela que la Flota Estel·lar ha abandonat els romulans. Stewart volia que la sèrie representés la Federació com a més aïllacionista del que ho era a La nova generació per reconèixer la política del Brexit i l'elecció de Donald Trump. Considerava que «La nova generació» era «massa perfecta i massa protegida... un món segur de respecte, comunicació i cura» que no reflectia el món real. Chabon volia rehabilitar els romulans de manera similar a com «La nova generació» va rehabilitar els klíngons «obrint-los una mica més enllà del gir de bigoti». Això significava explicar per què l'espècie és tan reservada i revelar la desconfiança que tenen per la vida sintètica. Beyer, un escriptor i novel·lista de «Star Trek» des de fa molt de temps, creia que l'explicació de la temporada sobre el secret dels romulans no contradeia les aparicions anteriors de l'espècie a la franquícia. Chabon va escriure moltes pàgines de mitologia sobre els romulans com a rerefons de la història de la temporada, inclosa una història de les Qowat Milat, una secta recentment introduïda. de monges guerreres. La temporada representa molts romulans com a refugiats utilitzant imatges que recorden la crisi dels refugiats sirians, que Kurtzman va dir que seria un tema difícil d'abordar si no confiava en l'escriptura de Chabon. La directora inicial Hanelle Culpepper va comparar els romulans amb els musulmans de la manera que "les accions d'uns quants poden portar la gent a estereotipar tot el grup".
Stewart es va mostrar reticent a incloure els Borg a la sèrie perquè no volia repetir històries de La nova generació, però estava convençut per la història "molt única" que els guionistes volien explicar amb el grup. Chabon havia qüestionat per primera vegada la representació antagònica dels Borg a la franquícia mentre veia la pel·lícula Star Trek: First Contact (1996), creient que estava malament que la Flota Estel·lar els tractés com a menys que humans quan ja s'havia demostrat que Picard havia recuperat la seva humanitat després de ser assimilat pels Borg i convertir-se en Locutus dels Borg a "La nova generació". Per això, la temporada representa els Borg com a víctimes, centrant-se en antics drons Borg als quals se'ls han tret els implants i que ara intenten recuperar les seves antigues identitats. Picard finalment visita un Cub Borg durant la temporada i es veu obligat a afrontar el trauma del seu temps com a Locutus dels Borg, una història de fons que Chabon pensava que "Picard" no podia ignorar. Quan investigava el seu paper a la sèrie com a antic dron Borg i protector d'un grup d'altres antics drons Borg, l'estrella convidada Jonathan Del Arco va escoltar hores d'entrevistes amb supervivents de l'Holocaust, va investigar la psicologia dels supervivents d'abús i es va basar en la seva pròpia experiència de tenir amics morts durant la crisi de la SIDA.

### Càsting
Patrick Stewart interpreta Jean-Luc Picard, cosa que va confirmar en anunciar la sèrie. La resta del repartiment va ser contractat al març i abril de 2019: Alison Pill com Agnes Jurati, Isa Briones com Dahj i Soji Asha, Evan Evagora com Elnor, Michelle Hurd com Raffi Musiker, Santiago Cabrera com Cristobal "Chris" Rios i Harry Treadaway com Narek. A la final de temporada en dues parts, es revela que Briones també interpreta a Sutra, un model més antiga d'androide amb una aparença similar als androides bessons Dahj i Soji.
L'abril de 2019, es va preguntar a diversos dels coprotagonistes de Stewart de "La nova generació", inclosos Wil Wheaton, Jonathan Frakes, Brent Spiner, Gates McFadden i Marina Sirtis, si repetirien els seus papers per a "Picard". McFadden va dir que no l'havien contactat al respecte, mentre que Sirtis va dir que el grup no sabia res de la sèrie. Aquell juliol, es va revelar que Spiner, Frakes i Sirtis repetirien els seus papers a la primera temporada, respectivament com a Data, William Riker, i Deanna Troi. També es va anunciar el retorn de Jonathan Del Arco com a Hugh, una estrella convidada de La nova generació, i Jeri Ryan com a Set de Nou, un membre habitual del repartiment de Star Trek: Voyager. Tot i que Set de Nou no havia conegut mai Picard a la franquícia, els guionistes van considerar que era el personatge perfecte per incloure a la sèrie, ja que era una antiga dron Borg com Picard.

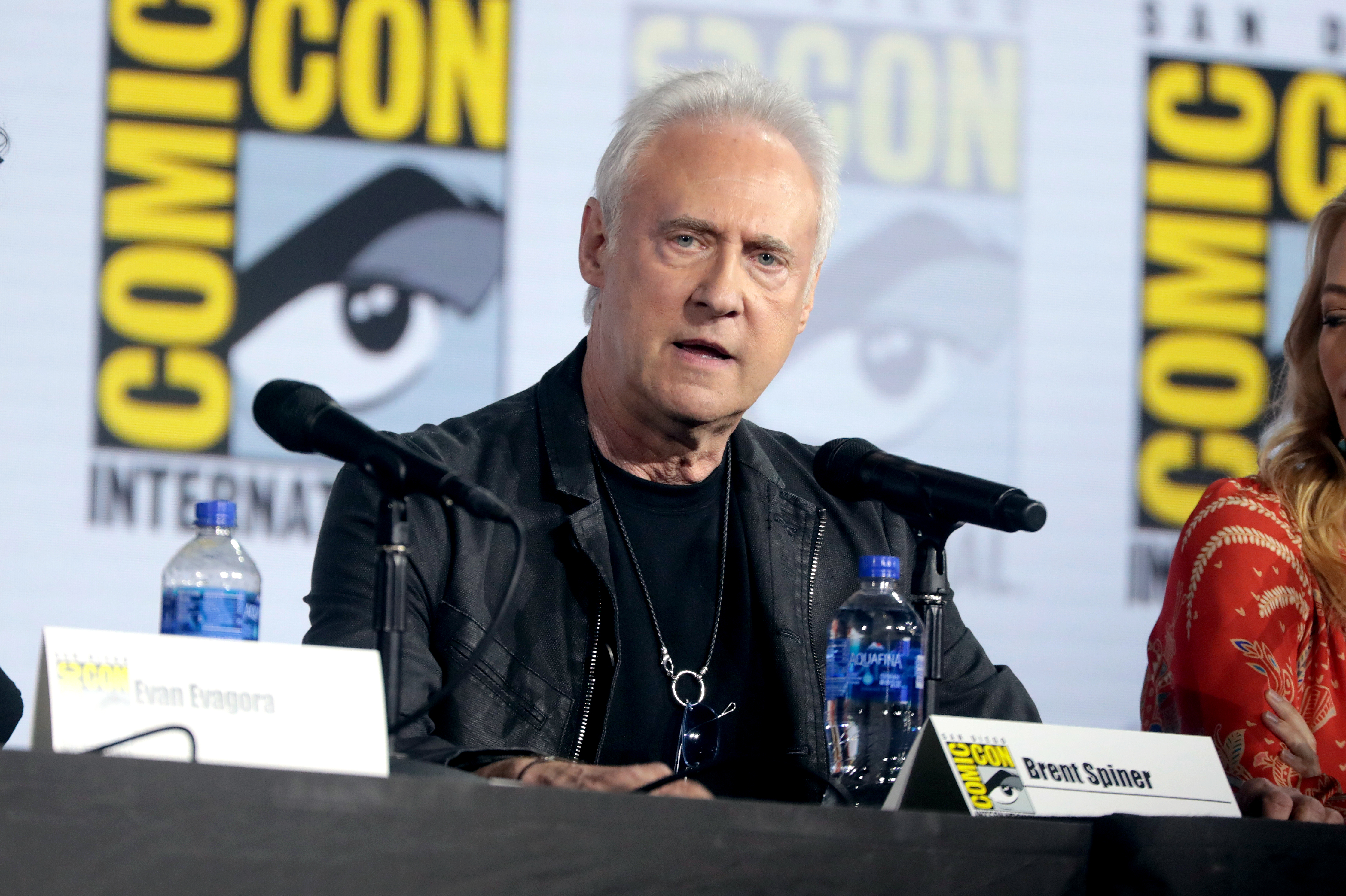
Brent Spiner reprèn el seu paper de Data a Star Trek per última vegada a la temporada, i també interpreta el nou personatge Altan Inigo Soong

El gener de 2020, Kurtzman i Stewart van explicar que els guionistes no volien "només lportar la gent" a la sèrie perquè havien estat a "La nova generació". Spiner va ser inclòs després que quedés clar que Data seria important per a Picard a la sèrie, i Frakes i Sirtis van ser afegits a la meitat de la temporada quan els guionistes van tenir una idea d'història que els requeria. A més de tornar com a Data, Spiner també interpreta Altan Inigo Soong, el fill del creador de Data Noonien Soong, a qui Spiner també va interpretar a "La nova generació". El març de 2020, Spiner va dir que la temporada va ser un "comiat suau" i un final adequat per a la història de Data, i que seria l'última vegada que repetiria aquest paper.
Per establir els canvis a la vida de Picard des del final de "La nova generació", els guionistes van decidir tenir diversos personatges romulans treballant per a Picard que podrien haver estat representats com a enemics en sèries anteriors. Aquests inclouen Orla Brady com a Laris i Jamie McShane com a Zhaban. Picard també té un gos anomenat "Number One", interpretat per un gos anomenat Dinero. Stewart va sentir que donar-li un gos a Picard, "sense cap diàleg ni cap referència dramàtica, [diria] molt sobre aquest home, que ara té un gos sempre al seu costat". Com a defensor dels pit bulls, Stewart va insistir que Number One fos membre de la raça. Chabon i Culpepper van explicar que Dinero era un gos de rescat i no era un bon actor, per la qual cosa va ser exclòs d'algunes escenes en què originalment anava a ser inclòs. Chabon va considerar que podien obtenir una bona actuació del gos per a les escenes en què apareix.
També són recurrents al llarg de la temporada Sumalee Montano com una intel·ligència artificial que Dahj i Soji creuen que és la seva mare; Tamlyn Tomita com la Comodor Oh, mig vulcaniana i mig romulana; Rebecca Wisocky com Ramdha, una romulana que va ser assimilada pels Borg; i Peyton List com a Narissa, la germana de Narek. L'actuació de List va ser influenciada pel fet que Narek i Narissa van ser escrits originalment com a germans i amants, tot i que els guionistes es van allunyar d'això, i el seu paper es va ampliar després que impressionés durant les primeres lectures de taula. A més, dos nous actors assumeixen personatges existents de "Star Trek": John Ales interpreta Bruce Maddox, prenent el relleu de l'estrella convidada de "La nova generació" Brian Brophy; i Casey King apareix com a Icheb, que va ser interpretat per Manu Intiraymi a Voyager.

### Disseny

#### Vestuari
Quan es va plantejar per primera vegada les peces de vestuari per a la sèrie, Christine Bieselin Clark va estudiar les peces de vestuari de tota Star Trek com a recerca. Clark volia humanitzar Picard i mostrar més vulnerabilitat a través de la seva roba. Va reconèixer que prové d'una "vida de servei, estructura i ordre" i que la seva roba ho hauria de reflectir, però també volia representar-lo com un "home gran molt en forma, actiu i viable" alhora que mostrava els canvis en el seu personatge des de La nova generació. Un exemple d'això últim es troba a l'episodi "Absolute Candor", que comença amb un salt enrere de l'època de Picard a la Flota Estel·lar, on se'l veu arribant al planeta Vashti amb un vestit blanc i la seva insígnia de la Flota Estel·lar. Això contrasta més endavant a l'episodi quan torna al planeta amb roba robusta i fosca que coincideix amb els canvis en la seva personalitat i en l'estat de l'univers.
Al principi de la temporada, se suposa que els vestits que es veuen al Chateau Picard han de ser càlids i familiars en lloc de futuristes, ja que hauria de ser un lloc al qual el públic vulgui tornar un cop comenci l'aventura. Els vestits inclouen certa asimetria per reconèixer el període de temps, però això es manté subtil per no distreure de les emocions previstes de l'escenari. A "La Sirena", el suggeriment és que els replicadors que creen roba a la nau estel·lar es limiten a la seva paleta de colors més fosca i als seus dissenys geomètrics, per la qual cosa tots els vestits dels personatges de la nau estel·lar reflecteixen el seu propi disseny. Clark va intentar reflectir la personalitat de cada personatge de maneres subtils, com ara fer que el vestit de Jurati semblés estrany mentre que el de Raffi fos elegant. Clark va ser capaç de crear "vestits sorollosos i divertits" per al planeta Freecloud, inspirant-se en les meduses bioluminescents per al personatge Bjayzl.
Clark va dissenyar dos conjunts d'uniformes de la Flota Estel·lar per a "Picard": un per al període actual de la sèrie i un altre per al salt enrere de quan Picard es va retirar de la Flota Estel·lar. Va dir que aquest era un repte especial a causa de la història de la franquícia i els seus vestits, i va començar el seu treball en els uniformes mirant els dissenys de la Flota Estel·lar de tota la franquícia i creant una cronologia de l'evolució dels vestits. Després va avançar a partir d'aquests dissenys per crear els nous uniformes. Clark volia que els uniformes actuals tinguessin una "severitat de línies", centrant-se en blocs de color, geometria i formes simples. En canvi, els uniformes del salt enrere són més elegants, amb formes i línies que tenen "fluïdesa". Clark va destacar que el salt enrere  és la primera vegada que es mostra a Picard com a almirall a la franquícia, i volia tenir un uniforme "gran" perquè Stewart el portés.
Per a personatges que tornen com Troi i Riker, Clark pretenia que els seus vestits fossin una evolució dels seus vestits de la "La nova generació", volent mantenir la coherència amb els colors principals dels seus vestits a les dues sèries. Clark va optar per allunyar-se del vestit "clàssic de gata platejada" de Set de Nou de "Star Trek: Voyager", decidint reflectir la força física del personatge en lloc de la seva sexualitat, alhora que reconeixia el seu paper a l'estil de Robin Hood a "Picard" com a membre del grup de vigilants Fenris Rangers.

#### Atrezzo
El mestre d'atrezzo de la sèrie, Jeff Lombardi, va començar a dissenyar diferents accessoris mentre Stewart encara era a Londres i va enviar diferents dissenys a l'actor per ajudar a triar quina direcció havien d'anar els dissenys. Això va permetre a Lombardi crear els accessoris i tenir-los a punt quan Stewart va arribar al plató sabent que l'actor ja estava content amb els dissenys. Això incloïa tasses de te, rellotges, insígnies i un bastó que incorpora un telescopi al mànec. Lombardi va tenir llibertat per desenvolupar diferents armes que semblaven més avançades que les de les sèries anteriors, i incloïen noves modificacions que els guionistes podien incloure en seqüències d'acció sempre que fos possible. Aquestes armes es van crear primer en maquetes 2D per aconseguir la mida correcta per als actors i el departament d'acrobàcies, abans de ser creades de veritat mitjançant la tecnologia d'impressió 3D. L'artista Andrea Dopaso va pintar la pintura a l'oli anomenada "Filla" que crea Data a la sèrie, abans que Briones fos escollida. Dopaso va tenir una setmana per "connectar-la-hi" un cop l'actriu es va unir a la sèrie.
Per a les noves insígnies de la Flota Estel·lar, Lombardi va començar mirant els dissenys fets per a episodis de Star Trek: Voyager que van visitar un període de temps similar al de Picard. Aquests incloïen una forma de cinta sota el delta tradicional, i Lombardi va refinar aquest aspecte per obtenir el nou disseny de la insígnia. Les noves insígnies es van crear de metall real perquè "ressaltessin" com ho fan els objectes cromats reals a la pantalla. També es veu a Picard portant la insígnia de la Flota Estel·lar de "Nemesis", i quan és al Chateau Picard porta un pin amb l'escut de la família Picard que també serveix com a comunicador com les insígnies de la Flota Estel·lar. La temporada també introdueix el que semblen ser cartes de tarot romulanes que es revelen que són cartes per al joc zhamaq. Per a l'episodi "Nepenthe", el departament d'atrezzo va poder desenvolupar i retratar la personalitat de Thad, el fill difunt de Riker i Troi, vestint el seu dormitori amb accessoris que revelaven el seu personatge i la seva història. Aquests incloïen mapes de llocs ficticis i desglossaments de nous idiomes que Thad havia creat ell mateix.
Un dels primers reptes per al departament d'atrezzo de la sèrie va ser l'escena en què les parts descarnades de B-4, una còpia fallida de l'androide Data, es mostren en un calaix. Lombardi volia utilitzar els accessoris originals de "Star Trek: Nemesis", que ja havien envellit el nombre d'anys necessari per coincidir amb la diferència horària dins de l'univers, però aquests havien estat subhastats i "escampats pel món" anys abans juntament amb nombrosos altres accessoris de la franquícia. John Van Citters, vicepresident de gestió de marca "Star Trek" a CBS Studios, va ajudar Lombardi a trobar els propietaris de les parts originals de B-4. Van trobar el cap de B-4 a Calgary i el seu tors a Hong Kong. La resta de parts de B-4 s'havien de replicar per a Picard basant-se en el cap i el tors. Van ser fetes a mida per Paul Elliot de Makeup Effects Lab, una empresa que ja havia treballat a la franquícia Star Trek anteriorment.

#### Pròtesis
Quan es va plantejar el disseny dels romulans de la sèrie, el dissenyador de criatures Neville Page d'Alchemy Studios va notar que l'aspecte de l'espècie havia evolucionat al llarg de la franquícia, però havia conservat un disseny bàsic d'orelles, fronts i celles específics. Page va descobrir que havia de tenir cura amb la forma dels fronts dels romulans en particular per evitar que els personatges semblessin Elfs. Després que Page completés els seus dissenys per a l'espècie, Vincent Van Dyke va crear variacions d'aquestes per a les pròtesis individuals. La sèrie inclou dos tipus de romulans: els que requerien fronts protèsics de silicona complets i els que semblaven més humans. Per a aquest últim, es va utilitzar una peça de "transferència de celles" per cobrir les celles dels actors i permetre que les celles romulanes es col·loquessin per sobre en una direcció diferent. Les celles es van crear cosint a mà pèls individuals en un tros de puntes que es va aplicar amb la resta de les pròtesis. Això es va fer tant per als personatges "herois" com per als extres de fons a causa dels requisits de les càmeres d'alta definició, i el repte més gran per a l'equip de pròtesis de la sèrie va ser haver de crear aquestes pròtesis complexes per a fins a 30 personatges romulans en algunes escenes.
A l'inici del projecte, Page estava molt emocionat per poder redissenyar els Borg, ja que sentia que tenia una visió clara de com haurien de ser els dissenys complets dels personatges de cap a peus en una recreació moderna d'aquesta història. Tanmateix, aviat es va adonar que els personatges Borg de la sèrie són en realitat "XB", antics drons Borg als quals se'ls han tret majoritàriament els implants. Com abordar aquesta versió dels personatges no era obvi per a Page, però va apreciar el repte. El primer instint de Page va ser intentar entendre el raonament darrere dels diversos implants Borg en anteriors mitjans de "Star Trek", però va sentir que aquest no era l'enfocament correcte a causa que l'assimilació Borg era un procés alienígena. Va acabar intentant canalitzar el dissenyador original Michael Westmore per intentar prendre decisions de disseny des del mateix lloc des d'on es van dissenyar les pròtesis originals. Per a les restes d'implants que es veuen als XB de la sèrie, Page va dissenyar diferents variacions que després van ser impreses en 3D en plàstic i enganxades a pròtesis de silicona per l'equip de Van Dyke. Page va assenyalar que els XB tenen una aparença gairebé monstruosa, semblant a la de Frankenstein, però també va intentar crear empatia pels personatges. Les pròtesis per als XB es van enviar al plató en mòduls amb diferents pròtesis facials i petites restes basades en tecnologia que es podien barrejar i combinar al plató per crear una selecció única d'XB en funció dels extres que hi havia.
El maquillatge daurat utilitzat per a Data i els altres éssers sintètics de la sèrie es va comparar amb la pintura del cap B-4 original de "Nemesis" per assegurar-se que fos coherent amb les pel·lícules. A més, Page va poder dissenyar diverses espècies noves per a la sèrie. Això inclou el personatge Beta Annari, el Sr. Vup, que apareix al cinquè episodi. La seva pell té una textura semblant a la d'un cocodril que es va aconseguir mitjançant pròtesis per a la cara i les mans, així com capes de pintura per ajudar a crear la profunditat i la textura. Page va parlar dels seus dissenys per al personatge amb l'actor convidat Dominic Burgess abans de compartir-los amb la producció per assegurar-se que l'actor se sentís còmode amb les pròtesis. Durant la temporada, Page va suggerir a Kurtzman que contractessin McKenzie Westmore, filla del dissenyador de maquillatge de "The Next Generation", Michael Westmore, per a una aparició de fons amb maquillatge d'alienígena que Page havia dissenyat per a un projecte més antic. El personatge es diu Rhomsew ("Wesmohr" al revés) i és un reconeixement a la feina de Michael Westmore.

#### Escenografia i naus espacials
El dissenyador de producció Todd Cherniawsky va trobar que l'experiència de treballar a "Picard" va ser força diferent de "Discovery", ja que aquest últim explorava una nova era abans de la sèrie original de "Star Trek" que va donar a Cherniawsky la llibertat de desenvolupar nous dissenys, mentre que "Picard" continua els dissenys de "La nova generació" que Cherniawsky volia homenatjar. Tots els seus dissenys per a "Picard" van començar estudiant l'obra de Herman F. Zimmerman a "La nova generació" i moltes de les pel·lícules de "Star Trek". També va treballar estretament amb Beyer per aprofitar el seu coneixement de la franquícia. Cherniawsky va assenyalar que molta de la tecnologia representada a "La nova generació" es basava en el que es considerava futurista en aquell moment, i per tant, creant tecnologia per Picard que es considera futurista en els temps moderns va tenir una evolució natural entre les dues sèries.
Cherniawsky va afirmar que la construcció del món era difícil en una pel·lícula, i molt menys amb una programació i un pressupost televisius, i el departament d'art de la sèrie tenia dificultats per crear nous dissenys de planetes únics, tal com eren necessaris per a "Picard". Això va ser una preocupació especial perquè la sèrie es produeix a Califòrnia, que s'ha representat àmpliament al cinema i s'ha utilitzat per a diversos mons de ficció anteriorment. Dues de les escenes preferides de Cherniawsky de la temporada van ser les escenes finals entre Picard i Data: la seqüència del somni inicial, per a la qual es va recrear una part del plató Ten Forward de "La nova generació"; i l'última escena entre els personatges del "Datavers" digital. Aquest últim es va filmar al plató de l'estudi de Picard, que s'utilitza durant tota la temporada com a lloc físic al Chateau Picard i com a ubicació virtual a bord de "La Sirena". Per al Datavers, el departament d'art primer va considerar pintar tot el decorat de blanc abans de decidir que reflectís Data i la seva aparença sintètica, donant lloc a un color "metàl·lic aluminitzat platejat com el metall de canó".
John Eaves i Scott Schneider, dissenyadors de les naus espacials de la franquícia "Star Trek", van treballar amb Cherniawsky. Això va incloure el disseny del Cub Borg, que es va actualitzar a partir de dissenys anteriors de "l'aspecte steampunk futurista" per estar "completament fet de material intel·ligent, el més pur dels components Borg purs". "La Sirena" va ser dissenyada per reflectir Rios i la seva història. Cherniawsky va descriure el personatge com un "magatzem de records [amb] una extensa col·lecció d'esquelets al seu armari", i per tant la nau va ser dissenyada com un "magatzem a l'espai" molt diferent de les naus espacials anteriors de "Star Trek". El «Nostromo» de la pel·lícula «Alien» (1979) va influir en el disseny.

### Rodatge
El desembre de 2018, la sèrie va rebre 15,6 milions de dòlars en crèdits fiscals de la Comissió Cinematogràfica de Califòrnia perquè la producció tingués lloc a Califòrnia en lloc de Toronto, on es filma «Discovery». Abans d'aquesta subvenció, la intenció havia estat que la sèrie també es fes a Toronto per aprofitar l'equip de «Discovery» existent. Abans de l'inici del rodatge, el director i estrella convidada Jonathan Frakes va dir que la temporada es dividia en cinc «blocs» per a la producció. Doug Aarniokoski va ser el director de producció de la temporada, i va treballar amb tots els directors episòdics individuals per garantir una consistència en els visuals i el to.
Philip Lanyon i Darran Tiernan van exercir de directors de fotografia durant la temporada, alternant episodis, cosa que va permetre a cadascun d'ells preparar un episodi mentre se'n filmava un altre. Lanyon havia filmat un episodi de la segona temporada de Star Trek: Discovery dirigit per Aarniokoski, i posteriorment se li va demanar que fos el director de fotografia principal de Picard. Discovery va utilitzar lents Anamòrfiques/i SF fabricades per Cooke Optics per a la seva segona temporada i Lanyon se'n va "enamorar" mentre treballava a l'episodi. Va provar diverses lents diferents per al seu ús a Picard, però finalment va tornar a les mateixes que va utilitzar a Discovery. Era important per a Lanyon honorar el to visual establert de la franquícia "contemporània" Star Trek, que va atribuir a les pel·lícules de Star Trek dirigides per J. J. Abrams, així com a Discovery, i això significava incloure reflex intern de les lents en el llenguatge visual de la sèrie. Les lents SF ("Special Flair") van donar a Lanyon un major control sobre quan apareixien reflex interns i altres aberracions a les imatges, i va sentir que les lents proporcionaven una "calidesa" a la sèrie que funcionava bé amb l'actuació de Stewart. La producció tenia dos conjunts complets de les lents, que cobrien diverses distàncies focals diferents, i les va utilitzar juntament amb tres càmeres Arri Alexa Mini. Els decorats de la temporada es van dissenyar específicament per adaptar-se a la relació d'aspecte anamòrfica àmplia de 2,39:1 de les lents. Lanyon es va centrar en la il·luminació pràctica aprofitant la llum natural de la vinya als primers episodis, i després va intentar no utilitzar il·luminació fora de càmera als decorats de la sèrie.

#### Bloc u
La producció va començar el 22 d'abril de 2019, als estudis Santa Clarita, Califòrnia, amb el títol provisional de Drawing Room. El primer bloc de dos episodis estava previst que fos dirigit per Hanelle Culpepper, que anteriorment havia dirigit Discovery i és la primera dona a dirigir l'episodi inicial d'una sèrie de Star Trek. Culpepper volia diferenciar l'estil de la sèrie del seu treball a Discovery, i va sentir que hi havia algunes diferències naturals sorgides pel fet que Picard es filmés en més ubicacions que Discovery. L'estil general de Culpepper implicava més càmeres de mà però menys moviment que a Discovery, tot i que va diferenciar les escenes ambientades a l'espai de les de la Terra utilitzant una càmera més estable per a la primera per donar-li una sensació de "flotació". Culpepper va presentar primer la seva opinió als productors pel que fa als colors, assenyalant que la paleta de Discovery presenta molts colors freds com els blaus i els morats i volent que Picard fos una sèrie més càlida amb vermell, verd i taronja. Culpepper es va inspirar a utilitzar aquests colors per l'ambientació de la vinya del primer episodi, i va sentir que reflectien les emocions de Picard a la sèrie.

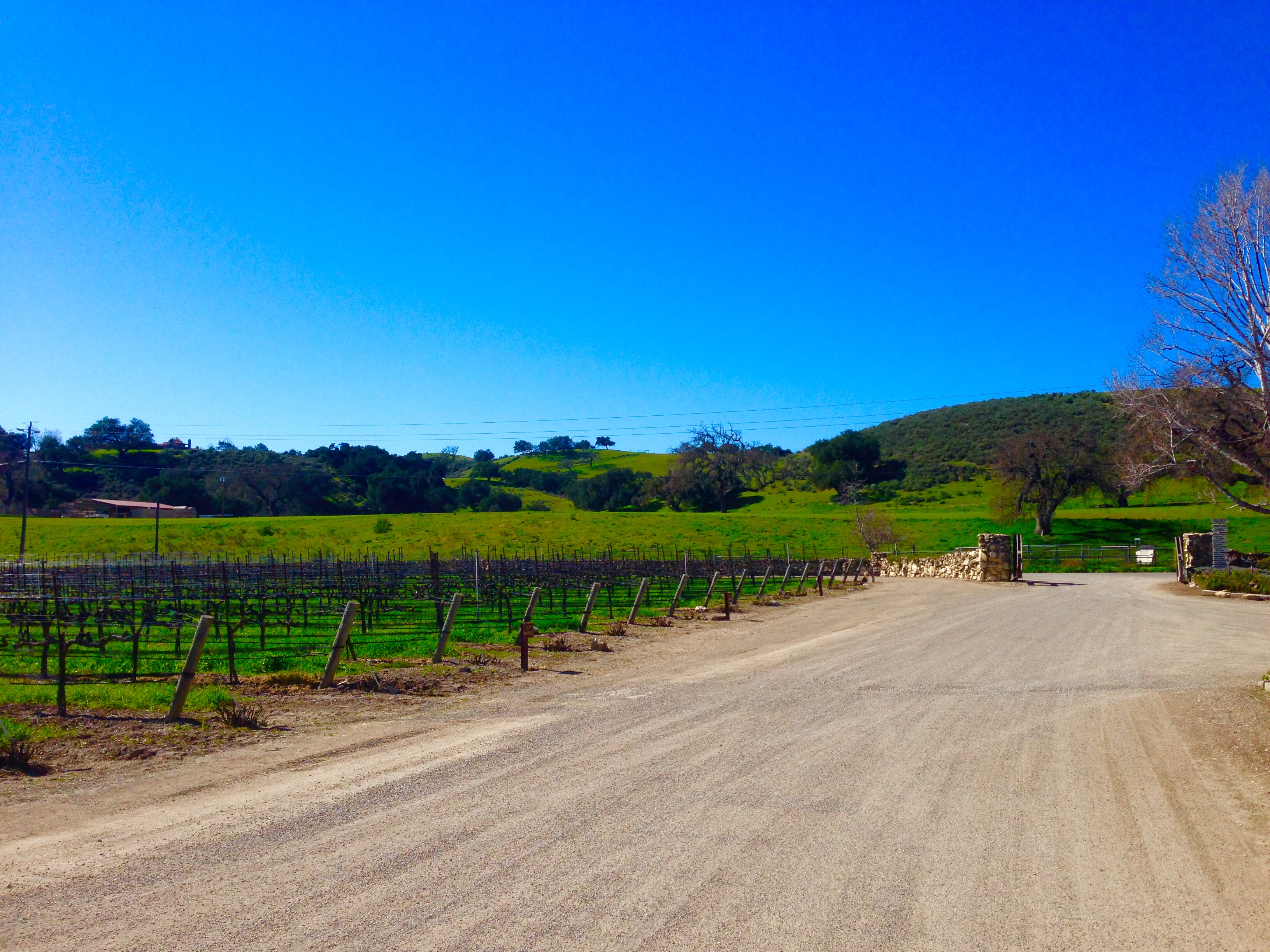
El rodatge va tenir lloc al celler Sunstone de la vall de Santa Ynez, Califòrnia, per representar el Chateau Picard

Per a les escenes ambientades al Chateau Picard, Culpepper va filmar diverses preses mirant Picard a través d'objectes com ampolles de vi i copes per donar la impressió que el personatge està atrapat per la seva vida a la vinya. El Chateau Picard es troba a França a l'univers de "Star Trek", però la sèrie no va poder filmar logísticament al país. Quan buscava una ubicació per retratar la vinya i el castell als Estats Units, Culpepper volia un lloc que s'assemblés més a un castell real del que es representava a "La nova generació". La ubicació final va ser Sunstone Winery a Santa Ynez Valley, Califòrnia, que presenta una vil·la construïda amb materials francesos recuperats. El rodatge va tenir lloc allà durant una setmana a l'abril de 2019.
Una escena del primer episodi per la qual Stewart va lluitar però que finalment es va tallar durant l'edició mostrava Picard renyant els treballadors de la seva vinya per les seves burles racistes als romulans del personal de Picard. L'escena hauria aprofundit la discussió sobre el tracte dels romulans per part de la Federació a la franquícia, i també hauria ajudat a presentar al públic la versió més antiga i enfadada de Picard a la sèrie, però finalment els productors van sentir que l’enfadava massa al principi de l'episodi i minava l'impacte de l'entrevista televisiva diverses escenes més tard. Stewart va acceptar eliminar l'escena després de veure'n un tall amb Kurtzman. El rodatge dels primers episodis també va tenir lloc a Vasquez Rocks a les Muntanyes Sierra Pelona al Comtat de Los Angeles, Califòrnia, on es troba la casa de Raffi a la sèrie; La ubicació s'ha utilitzat sovint com a substitut de diversos planetes en sèries anteriors de "Star Trek".
Mentre Culpepper editava els dos primers episodis, els guionistes van arribar a la conclusió que calia massa exposició durant els episodis posteriors, cosa que seria millor explicar a principis de temporada. Després de veure una versió gairebé completa dels episodis de Culpepper, els guionistes van decidir que hi havia pauses naturals on els dos episodis es podien dividir en tres, cosa que permetria afegir noves escenes que podrien millorar la narració general. Per exemple, els guionistes es van adonar que sense mostrar l'atac del sintètic a Mart a principis de temporada, el públic no entendria l'horror del moment i estaria esbiaixat en contra de les decisions de la Federació. Posteriorment, es va afegir una seqüència de salt enrere que representava aquest esdeveniment com a inici del nou segon episodi. Culpepper va dir que les noves escenes constitueixen la major part del segon episodi i part del primer, i que el tercer episodi complet és predominantment metratge del segon episodi original. El salt enrere que obre el tercer episodi i que representa les conseqüències de la dimissió de Picard de la Flota Estel·lar es va tallar del segon episodi original durant l'escriptura i es va filmar després que els episodis es dividissin per poder afegir-se al tercer. Goldsman va descriure els tres primers episodis com el primer acte de la temporada, comparant-los amb l'episodi pilot d'una sèrie de televisió tradicional, ja que tots presenten el repartiment principal. La producció es va referir als episodis com a 101, 102A i 102B per raons logístiques.

#### Bloc dos
Frakes va dirigir el segon bloc de dos episodis. Kurtzman confiava que Frakes podia explicar una història de "Star Trek" alhora que superava els límits a causa de la seva llarga trajectòria com a actor i director de sèries i pel·lícules de "Star Trek". També va considerar apropiat que Frakes dirigís el quart episodi, que presenta una història pare-fill entre Picard i Elnor, a causa de la dinàmica similar entre Stewart i Frakes a la vida real. Goldsman va dir que Frakes va aportar una energia més lleugera al plató i Stewart es va sentir més còmode i divertit amb l'equip a partir d'aquests episodis. Parlant de filmar dos episodis seguits, Frakes va afirmar que això normalment es fa per aprofitar que els dos episodis comparteixen plató, tons i personatges, però en aquest cas els dos episodis eren força diferents: en les seves paraules, el quart episodi té un to western, mentre que el cinquè episodi és com una discoteca futurista. Goldsman va explicar que aquests dos episodis són els més independents de la temporada, cosa que va permetre als guionistes experimentar més amb els tons, i això es va fer a causa del seu enfocament en la recerca de Bruce Maddox que s'assembla a una missió d'una sèrie més serialitzada de "Star Trek" com ara "La nova generació".
Contrastant el seu treball a "Picard" amb el seu treball anterior a "Discovery", Frakes va explicar que l'estil de filmació de "Discovery" estava més influenciat pel de les pel·lícules de "Star Trek" dirigides per J. J. Abrams, mentre que molts d'aquests elements, com ara els moviments de càmera sense motivació, no encaixaven dins de l'estil de "Picard". Malgrat això, va dir que la sèrie encara havia de tenir un aspecte "guai" i no seguir l'estil de "primer pla, dos plans, primer pla" de "La nova generació" a causa de la manera com ha avançat la televisió des que es va fer aquesta sèrie. El cinquè episodi es titulava originalment "Freecloud", però més tard es va canviar a "Stardust City Rag" en part com a referència a David Bowie, a qui s'al·ludeix de diverses maneres al llarg de l'episodi. Un altre element canviat per a l'episodi va ser el dolent Bjayzl, que originalment havia estat escrit per ser un Caitian amb forma de gat (com s'havia vist anteriorment a Star Trek: La sèrie animada) que viu en un aviari i menja ocells. Això s'hauria aconseguit mitjançant la tecnologia de captura de moviment i CGI, que finalment van resultar estar més enllà dels límits del pressupost de la sèrie. Frakes es va sentir agraït d'haver pogut reintroduir el personatge Set de Nou amb els seus dos episodis, i estava particularment orgullós de l'escena del cinquè episodi en què Set de Nou i Picard discuteixen els efectes persistents de la seva assimilació passada pels Borg, un tema que Frakes havia explorat anteriorment amb el personatge de Picard quan dirigia la pel·lícula Star Trek: First Contact. Frakes va descriure l'escena entre els dos personatges de "Picard" com una de les seves preferides, i va assenyalar que els dubtes sobre un mateix i la catarsi emocional de l'escena eren menys comuns a "La nova generació" a causa de la regla del creador de "Star Trek", Gene Roddenberry, que no hi hagués conflictes entre els personatges principals d'aquella sèrie.

#### Blocs tres i quatre
Maja Vrvilo va dirigir el sisè i el vuitè episodi de la temporada. Descrivint l'atmosfera al plató quan Vrvilo dirigia, Chabon va dir que era molt diferent dels episodis de Frakes amb una "energia més centrada" a causa del seu estil de direcció que era "molt metòdic, centrat, preparat... té una energia pròpia". L'objectiu del vuitè episodi per a Chabon era explicar els misteris de la trama de la temporada i vincular el desenvolupament continu dels personatges secundaris a aquest misteri per permetre que el final de temporada en dues parts se centrés en els efectes que els misteris tenen sobre els personatges en lloc de ser l'explicació en si mateixa. Vrvilo va treballar estretament amb el supervisor d'efectes visuals Jason Zimmerman per a l'escena on s'uneixen els diversos hologrames de Rios a bord de "La Sirena". L'escena va utilitzar un sistema de càmera de control de moviment per filmar múltiples preses de l'escena amb Cabrera com els diferents hologrames, que posteriorment es van combinar en plans individuals. Es va requerir una coreografia entre els diferents personatges per controlar cada vegada que els diferents hologrames interactuaven entre si. Zimmerman va assenyalar que les preses de control de moviment requereixen molta estona de pel·lícula, però va valer la pena pel resultat.
El director de producció Doug Aarniokoski va dirigir el setè episodi. Chabon va veure el setè episodi com una pausa o un respir per als personatges, ja que tots els elements de la temporada estaven ben establerts en aquell moment, i Picard finalment s'havia creuat amb Soji. Això va portar a la introducció de Riker i Troi, amb la seva història lligada a la idea que van portar la seva família al planeta per a l'intent de recuperació del seu fill. Les escenes a la cabana de Riker i Troi es van filmar al backlot de la Universal en una cabana utilitzada per primera vegada per The Great Outdoors (1988). Sirtis només va estar disponible per al rodatge durant quatre dies a causa de compromisos amb un altre programa que estava fent a Londres, cosa que va obligar a canviar el bloc de producció en què es van filmar les seves escenes. Mentre filmaven aquestes escenes, els membres del repartiment de la nova generació Michael Dorn i LeVar Burton van visitar el plató per a una reunió amb Stewart, Frakes i Sirtis. El setè episodi també inclou les escenes finals de Del Arco com a Hugh en què veu companys ex-drons Borg sent executats abans de morir ell mateix. Del Arco actuava mig cec a causa d'una ratllada de còrnia per una de les seves lents de contacte, i trobava les escenes emocionalment difícils de filmar, però estava agraït de poder-les filmar en ordre, de manera que la seva escena de mort va ser l'última de la sèrie.

#### Bloc cinc

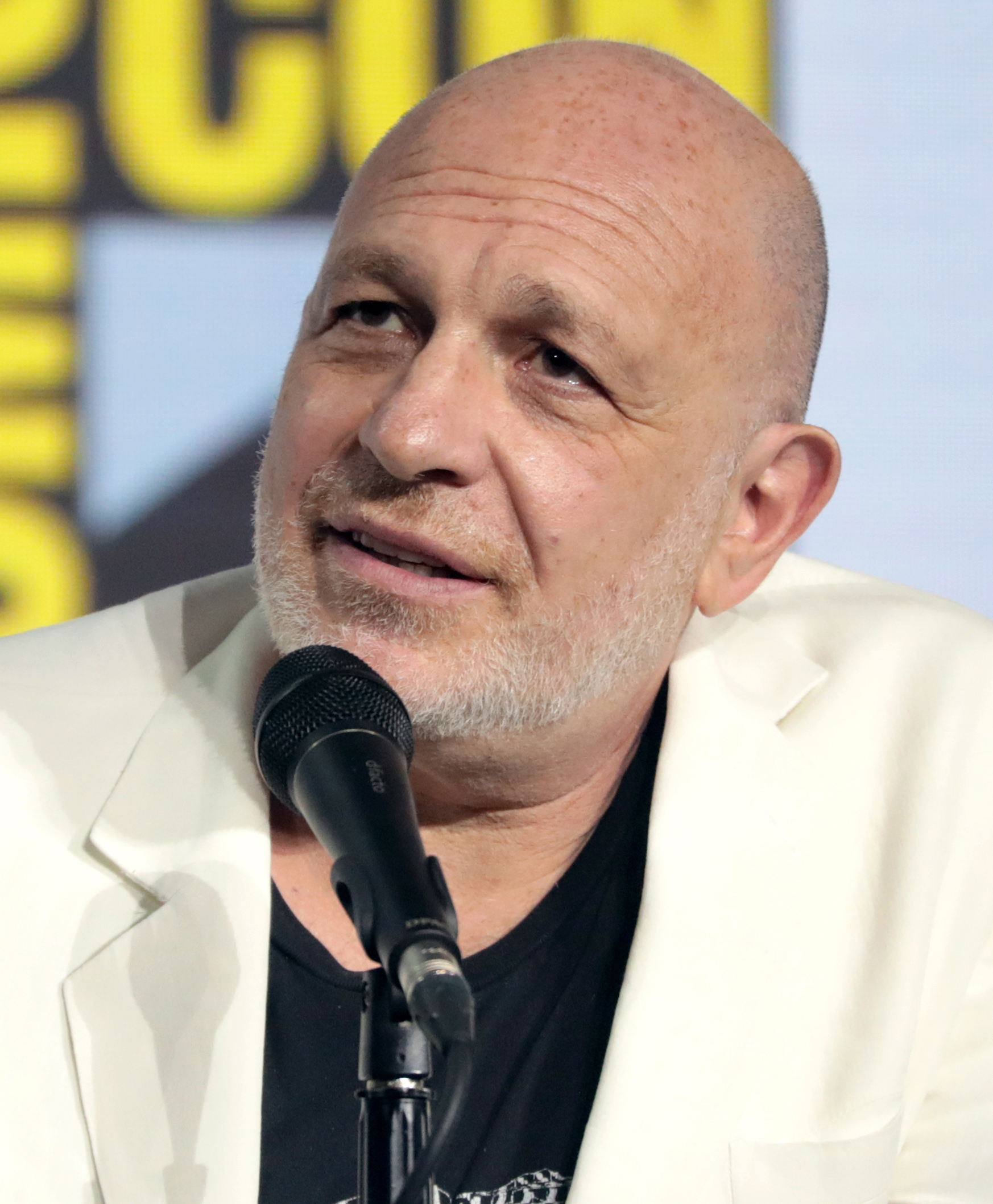
l cocreador Akiva Goldsman va dirigir els dos últims episodis de la temporada

El productor executiu Akiva Goldsman va dirigir l'últim bloc que comprenia els episodis nou i deu, que Chabon considerava un final de temporada en dues parts. Goldsman va filmar els dos episodis com un de sol i va considerar que estaven dividits gairebé arbitràriament en dues parts, ja que creia que això es va fer principalment per tenir una temporada de deu episodis en lloc de per cap motiu argumental. La producció va llogar un aparcament on es va construir un plató per a l'assentament dels androides. Finalment van haver de treballar al voltant del plató a causa d'una onada de calor, i el rodatge es va fer a Malibu també per al planeta. Un moment en què Raffi i Set es toquen la mà, cosa que implica una connexió romàntica, va ser improvisat per Hurd i Ryan al plató.
L'escena final entre Picard i Data es va filmar a la versió "Datavers" del plató d'estudi del Chateau Picard. Es va dedicar un dia sencer a filmar l'escena, i Goldsman va optar per permetre que Stewart i Spiner representessin l'escena completa en preses llargues. Va sentir que "es coneixen molt bé entre ells i aquests personatges, i no necessiten molta ajuda". Al principi, discutia idees per a cada presa amb ells abans de deixar-los representar l'escena. Per a Goldsman era important que l'escena deixés clar que Picard havia mort de veritat, ja que era un element emocional important de l'escena, tot i que el personatge ressuscitaria poc després. Rodar aquesta escena va ser el punt culminant de la temporada per a Stewart, que la va qualificar d'"experiència intensa" a causa de la serietat del tema i del fet que era l'última vegada que Picard i Data estarien junts. L'endemà, quan es desmuntava el decorat, Stewart va comprar la cadira on estava assegut per a l'escena a la producció i se la va endur a casa seva a Anglaterra; és un dels pocs records que Stewart va conservar del seu treball a "Star Trek", cosa que va atribuir a l'emoció de l'escena, així com al fet que era "una cadira increïblement còmoda". Stewart va prometre a la producció que tornaria a portar la cadira al plató si mai la necessitaven.
L'aparició de Frakes a l'episodi final a bord de l'USS Zheng He, anomenat així en honor a l'explorador xinès del mateix nom, es va filmar al plató de Star Trek: Discovery. El decorat va ser reformat per a això, canviant la cadira del capità del Discovery  i eliminant els distintius panells de vidre de la resta del decorat. Frakes va dirigir aquest metratge mentre dirigia un episodi de la tercera temporada de Discovery. Chabon va anunciar que el rodatge de la temporada havia conclòs l'1 de setembre de 2019.

### Efectes visuals
Els efectes visuals de la sèrie van ser proporcionats per Pixomondo, DNEG, Crafty Apes, Ghost VFX, Gentle Giant Studios, Technicolor VFX i Filmworks/FX. El supervisor d'efectes visuals Jason Zimmerman va explicar que tot el treball de disseny per als efectes visuals va començar amb els dissenys de "La nova generació". Aquests es van actualitzar per adaptar-se a la diferència horària dins de l'univers, així com per aprofitar els avenços en els efectes visuals des que es va produir aquella sèrie. Va assenyalar que el dissenyador de producció Todd Cherniawsky té experiència amb sèries amb molts efectes visuals i sempre va dissenyar per a "Picard" tenint en compte l'equip d'efectes visuals. Pixomondo va començar a treballar en la sèrie abans que comencés el rodatge, treballant juntament amb el departament de disseny de producció per ajudar a desenvolupar els seus dissenys en recursos 3D que els venedors poguessin utilitzar. Aquests models generats per ordinador incloïen el Cub Borg, La Sirena i les naus romulanes. L'equip d'efectes visuals també va treballar amb el departament de cinematografia per replicar correctament les lents i la il·luminació de la sèrie.
Gran part del treball d'efectes a la sèrie consistia en extensions digitals del decorat i construcció de mons, cosa que va diferenciar la sèrie de Discovery per a Zimmerman. Per establir els plans, es van afegir elements ficticis com ara edificis i naus estel·lars als plans exteriors, que de vegades també requerien que s'eliminessin o s'amaguessin elements moderns com ara cotxes. Les escenes ambientades a Mart es basaven en imatges de referència preses per Mars rovers, i Zimmerman va assenyalar que els fans de Star Trek esperen que la sèrie estigués "arrelada en la ciència" d'aquesta manera. El nou planeta Freecloud, i els anuncis hologràfics que apareixen quan els personatges s'hi acosten, es van inspirar en Las Vegas, cosa que Zimmerman va reconèixer que era una desviació dels dissenys de planetes anteriors de Star Trek. L'equip d'efectes visuals va utilitzar dobles digitals per ajudar a poblar escenes de multituds en diferents planetes, així com els interiors del Cub Borg. Per a les escenes a l'espai, l'equip d'efectes visuals va utilitzar imatges de referència de tota la franquícia Star Trek, així com nous metratge de la NASA, i va treballar per trobar maneres lògiques d'il·luminar naus espacials a l'espai, com ara fer que la llum provingués de planetes o estrelles properes. Un altre efecte difícil que Zimmerman va destacar van ser les cabines de transport exteriors que es veuen a la Terra a la sèrie, que utilitzen els flaixos brillants vistos a les sèries anteriors de "Star Trek" però a plena llum del dia, cosa que va requerir "molta delicadesa per aconseguir una bona barreja". L'equip d'efectes visuals també va envellir digitalment Brent Spiner per les seves aparicions com a Data a la sèrie, per fer-lo aparèixer com ho va fer a "Nemesis".
El cub Borg fa 4,7 quilòmetres de diàmetre, i transmetre aquesta escala va ser difícil per a l'equip d'efectes visuals, ja que està flotant a l'espai sense cap referència de mida. El model de Pixomondo es va crear amb 23 peces diferents que l'equip de modelització va repetir més de 9 milions de vegades a la superfície del cub. També inclou un hangar romulà que es diferencia en termes de disseny de la resta del cub. El model final del Cub Borg constava de 82.700 milions de polígons, que Pixomondo només va poder renderitzar gràcies a l'ús del programari de renderització Arnold i la seva capacitat de crear "substituts" per simplificar elements del renderitzat. Pixomondo va haver de compartir el model amb DNEG i Ghost VFX, que utilitzaven un programari de renderització diferent; Pixomondo va treballar amb les altres empreses per simplificar el model a un llenguatge base que poguessin utilitzar per obtenir resultats similars amb el seu propi programari. Els interiors del Cub Borg es van construir com a conjunts, però es van ampliar digitalment; Zimmerman va posar això com a exemple dels efectes visuals més "subtils" creats per a la sèrie. El Cub Borg es revela al primer episodi amb una "revelació ambiciosa" inspirada en una imatge similar de la pel·lícula Star Trek: First Contact, que mostra els avenços en els efectes visuals des que es va fer aquella pel·lícula. La imatge incloïa gairebé tots els elements que Pixomondo va crear per a la sèrie, incloent-hi el Cub Borg, l'hangar romulà i les naus romulanes. El supervisor de CG de Pixomondo, Dan Smiczek, va dir que el venedor estava "molt orgullós" de la presa, ja que gairebé tot el seu equip de "Picard" hi havia treballat.
El final de temporada va ser l'episodi més gran d'efectes visuals en què Zimmerman havia treballat tant a "Picard" com a "Discovery", requerint entre 60 i 70 preses d'efectes visuals. L'equip d'efectes visuals va tenir entre vuit i deu setmanes per completar l'episodi. Van començar mapejant la batalla entre la flota romulana, les orquídies espacials gegants utilitzades pels sintètics i la flota de la Federació, i van esbrinar on serien les faccions en relació amb el planeta Coppelius. Un cop Goldsman va aprovar el pla, es va crear una previsualització de la seqüència i després es va refinar l'animació a partir d'aquí. Per a les orquídies, Chabon es va inspirar lliurement en les obres de Jean Giraud, i va esmentar les orquídies al llarg de la temporada com a part de la història de Soji per preparar la seva aparició posterior. Els models finals d'orquídies es van reduir a partir dels dissenys originals, i els seus colors es van ajustar per ser fotoreals i per contrastar millor amb el Cub Borg, ja que apareixen junts a la pantalla. Els ponts de la Federació i les naus romulanes del final també es van crear digitalment.

### Música
El compositor Jeff Russo tenia diverses idees quan va començar a treballar en el títol principal de Picard, però la primera melodia que va tocar es va convertir en la idea que va associar amb Picard i la sèrie. Després va haver de donar-li forma a un tema que coincidís amb el to de la sèrie, i va passar per diverses iteracions diferents: una versió "d'espadatxins", una versió "d'espectacle 'espacial'", una versió més fosca i contemplativa, i finalment una versió més emotiva i commovedora que es va convertir en el tema real. Està rematat amb un piccolo, que Russo va sentir que sonava similar a la flauta fictícia ressikana que Picard va tocar a l'episodi de La nova generació "La llum interior", mentre que la melodia principal es toca amb un violoncel que Russo utilitza sovint, ja que "omple el mateix espai harmònic que la veu humana". A més de les seves idees originals, Russo va optar per utilitzar el tema romulà de Fred Steiner de l'episodi "L'equilibri del terror" (1966) de Star Trek: La sèrie original per representar els personatges romulans de la temporada. També va fer referència al tema principal de "Star Trek: Voyager" per a les aparicions de Set de Nou. Russo va tenir més oportunitats d'ajudar a explicar la història durant la temporada que amb el seu treball a "Discovery", amb més escenes a "Picard" amb la música i pocs diàlegs com el vals de Soji i Narek a "Absolute Candor" i la mort de Picard al final.
La temporada es tanca amb la cançó "Blue Skies" d'Irving Berlin, que s'escolta durant el somni de Picard amb Data a l'estrena i després de nou durant la mort de Data al final. Això és una referència a "Nemesis", en què Data canta "Blue Skies". Per a "Picard", Russo va arranjar una nova versió de la cançó amb una orquestració similar a la partitura de la sèrie. Kurtzman va suggerir que Briones cantés la lletra després d'actuar a la producció en gira de Hamilton; Briones va considerar que això era apropiat, ja que ella interpreta les filles de Data a la sèrie. Russo va descriure la fi del final, incloent-hi "Blue Skies", com un "trencaclosques complicat". L'episodi acaba amb una pista de crèdits finals amb temàtica de pirates perquè Russo volia acabar la temporada amb una "sensació emocionant". Va començar a gravar la seva banda sonora per a la sèrie el novembre de 2019, a l'Eastwood Scoring Stage dels estudis Warner Bros. de Califòrnia.
El 2 de febrer de 2020, Lakeshore Records va publicar digitalment un àlbum de la banda sonora amb seleccions de la banda sonora de Russo per a la primera meitat de la temporada. També inclou dues pistes de la banda sonora de "Short Treks" de Russo. La nova versió de "Blue Skies" es va publicar digitalment com a senzill el 26 de març, seguida d'un segon àlbum de la banda sonora el 3 d'abril. Aquest últim és un àlbum complet que inclou totes les cançons del primer àlbum, seleccions de la segona meitat de la temporada i "Blue Skies". El 9 d'octubre es va publicar una edició especial de vinil amb seleccions de l'àlbum de la primera temporada i premsades en "Borg-errific green vinyl". Tota la música de Jeff Russo:
| 1.            | «Star Trek: Picard Main Title»                                          | 1:43    |
| 2.            | «Star Trek: Picard End Title»                                           | 1:44    |
| 3.            | «Walking with Number One»                                               | 1:16    |
| 4.            | «Dahj Activates»                                                        | 1:10    |
| 5.            | «Dahj and Picard Speak»                                                 | 3:54    |
| 6.            | «Dahj's Last Fight»                                                     | 1:51    |
| 7.            | «Picard Decides»                                                        | 1:46    |
| 8.            | «The Painting»                                                          | 2:58    |
| 9.            | «Twins»                                                                 | 4:15    |
| 10.           | «Picard Requests Help»                                                  | 2:15    |
| 11.           | «Romulan Collusion»                                                     | 2:21    |
| 12.           | «Trouble for Picard»                                                    | 1:18    |
| 13.           | «Rafi Decides to Join»                                                  | 1:51    |
| 14.           | «Rafi Turns Down Picard»                                                | 2:06    |
| 15.           | «Sizing Up Rios»                                                        | 4:15    |
| 16.           | «Happier Times»                                                         | 3:25    |
| 17.           | «Leaving with Elnor»                                                    | 1:52    |
| 18.           | «Mystery Ship»                                                          | 3:10    |
| 19.           | «Picard Goes Back»                                                      | 2:08    |
| 20.           | «Picard Leaves Elnor»                                                   | 1:41    |
| 21.           | «Soji and Narek Waltz»                                                  | 4:42    |
| 22.           | «Home Movies»                                                           | 1:52    |
| 23.           | «Jurati and Maddox»                                                     | 1:55    |
| 24.           | «Leaving with Maddox»                                                   | 3:47    |
| 25.           | «Seven Needs Revenge»                                                   | 3:02    |
| 26.           | «What's Your Emergency»                                                 | 1:25    |
| 27.           | «Page» (From Short Treks: "Children of Mars")                           | 1:58    |
| 28.           | «"Children of Mars" End Credits» (From Short Treks: "Children of Mars") | 1:43    |
| 29.           | «Jurati and Rios Get Close»                                             | 2:37    |
| 30.           | «Raffi Calls Bosch»                                                     | 3:26    |
| 31.           | «Raffi Opens Up»                                                        | 1:34    |
| 32.           | «Borg Cube»                                                             | 4:28    |
| 33.           | «Looking for Picard»                                                    | 5:10    |
| 34.           | «Walking Around Nepenthe»                                               | 2:25    |
| 35.           | «Picard and Riker Reunite»                                              | 2:34    |
| 36.           | «I Was Human»                                                           | 3:04    |
| 37.           | «Elnor Fights Narissa»                                                  | 2:47    |
| 38.           | «Picard Bids Farewell»                                                  | 5:01    |
| 39.           | «Tal Shiar Admonisher»                                                  | 2:46    |
| 40.           | «Staying Close»                                                         | 2:59    |
| 41.           | «Rios Feels Lost»                                                       | 2:06    |
| 42.           | «Hologram Meeting»                                                      | 1:06    |
| 43.           | «Raffi and Rios Talk»                                                   | 4:40    |
| 44.           | «Rios and Picard»                                                       | 3:13    |
| 45.           | «Unexpected Visitor»                                                    | 2:32    |
| 46.           | «Leaving the La Sirena»                                                 | 2:51    |
| 47.           | «Sutra Arrives»                                                         | 4:23    |
| 48.           | «Narek Escapes»                                                         | 8:07    |
| 49.           | «Butterfly»                                                             | 1:41    |
| 50.           | «Romulans Arrive Pt.1»                                                  | 2:12    |
| 51.           | «Romulans Arrive Pt.2»                                                  | 4:35    |
| 52.           | «Talking to Data»                                                       | 6:32    |
| 53.           | «The Crew Leaves As One»                                                | 1:24    |
| 54.           | «Blue Skies» (Performed by Isa Briones)                                 | 2:46    |
| 55.           | «Star Trek: Picard Episode 110 End Credits (Full Version)»              | 2:10    |
| Durada total: | Durada total:                                                           | 1:35:39 |

## Màrqueting

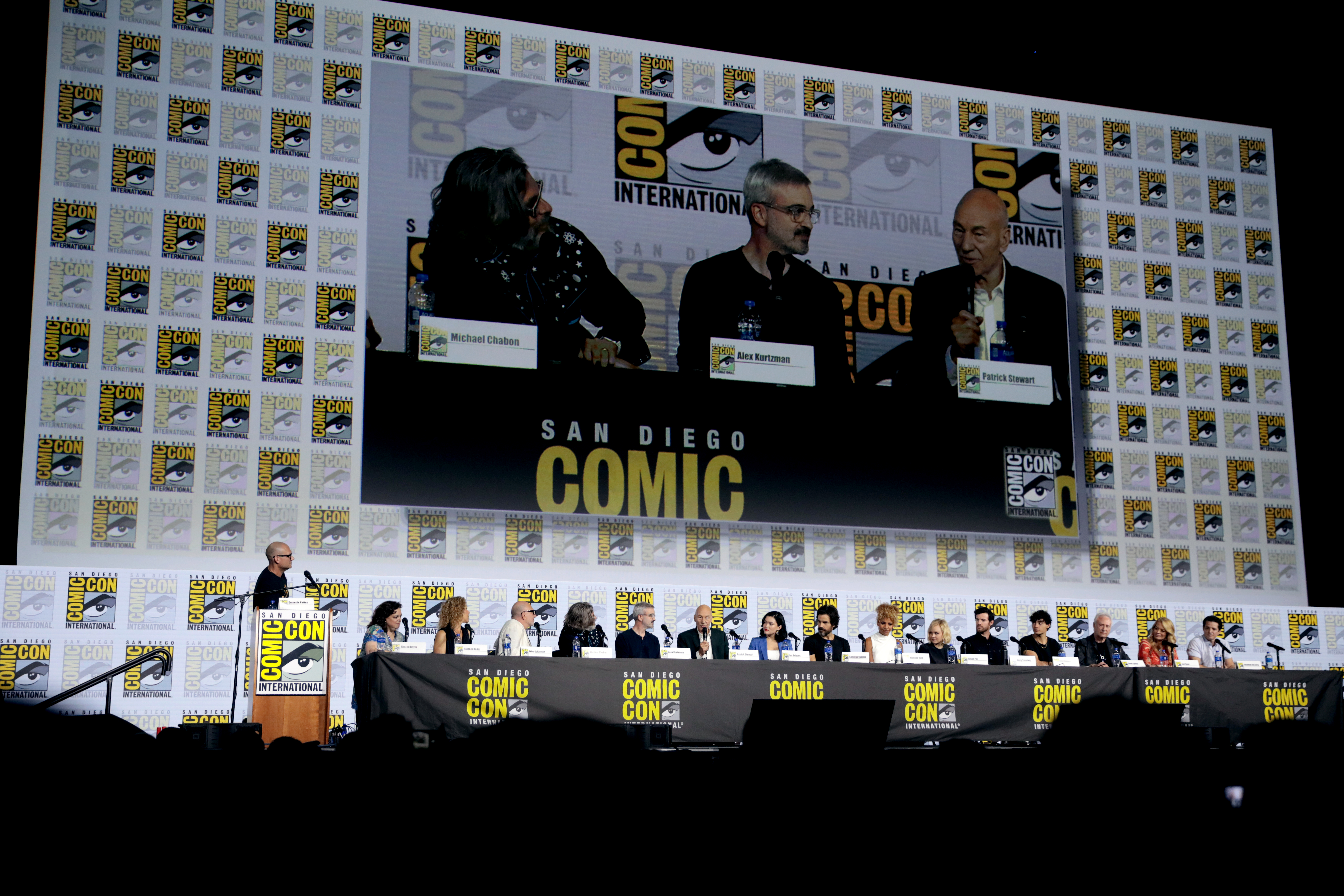
Repartiment i equip promocionant la sèrie a la Comic-Con de San Diego de 2019

Un tràiler i el primer pòster de la temporada es van publicar el maig de 2019, en el 25è aniversari del final de la sèrie de La nova generació. Tant el tràiler com el pòster es van centrar en la vinya Picard i la nova història de fons de la temporada. Es va promocionar el juliol a la San Diego Comic-Con de 2019, en un panell sobre "Univers Star Trek" juntament amb altres sèries de la franquícia. El panell va comptar amb el repartiment principal i els productors executius, que van presentar el primer tràiler complet de la temporada. El tràiler va revelar que Spiner i Ryan serien els protagonistes convidats de la temporada, i es van unir al panell després que es mostrés el tràiler juntament amb Del Arco. També a San Diego, es va exhibir una exposició especial anomenada "Jean-Luc Picard: The First Duty" a la galeria d'art Michael J Wolf Fine Arts, amb accessoris i vestuari de tota la carrera de Stewart a "Star Trek", juntament amb primeres vistes d'accessoris i vestuari de "Picard". Un segon tràiler de la temporada va debutar a la New York Comic Con de 2019 a l'octubre, en un panell que també incloïa Culpepper. La data d'estrena de la temporada també es va revelar al panell.
També a l'octubre, CBS i Paramount van llançar una col·lecció Blu-ray titulada Star Trek – Picard Movie and TV Collection, que inclou dos episodis en dues parts de Star Trek: La nova generació—"El bo i millor d'ambdós mons" i "Cadena de comandament"—així com les quatre pel·lícules de Star Trek protagonitzades pel repartiment de La nova generació: Star Trek: Generations (1994), Star Trek: First Contact, Star Trek: Insurrection (1998) i Star Trek: Nemesis. La col·lecció també inclou deu hores de continguts especials publicats anteriorment, així com un còmic original i exclusiu titulat "Star Trek: Sky's The Limit" d'IDW Publishing. El còmic va ser escrit per Thomas F. Zahler amb dibuixos de Carlos Nieto i colors de Charlie Kirchoff. A més, CBS va treballar amb Wines That Rock i el Château Picard real a Bordeus (que no està relacionat amb el Château Picard fictici de "Star Trek") per llançar un vi d'edició limitada, el Château Picard Bordeaux 2016, com a màrqueting per a la sèrie. Wines That Rock també va llançar una edició limitada de vi Old Vine Zinfandel del 2017 etiquetat com a "vi de la Federació Unida de Planetes" del celler californià Dry Creek & Russian River Valleys.
El gener de 2020, RockLove Jewelry va llançar una nova línia de joies inspirades en "Picard", incloent-hi un collaret que portaven Dahj i Soji que va ser dissenyat amb el mestre d'atrezzo Jeff Lombardi. Chabon volia participar en tots els aspectes de la sèrie, inclosa la interacció amb els fans a mesura que es llançava la temporada. Va passar molt de temps mirant missatges a Twitter i Reddit, però es va desanimar quan va trobar que Twitter era "un lloc una mica horrible". Els seus fills li van introduir a la capacitat de respondre preguntes dels fans a través d'una història a Instagram, i va trobar que era una manera divertida d'interactuar amb els fans i parlar de la sèrie, comparant-ho amb la seva època com a jove fan de "Star Trek" a Internet.

## Llançament

### Transmissió en streaming i emissió
La temporada es va estrenar el 23 de gener de 2020 a CBS All Access als Estats Units, i es va emetre setmanalment durant 10 episodis fins al 26 de març. Igual que Discovery abans, cada episodi de Picard va ser emès al Canadà per Bell Media el mateix dia que l'estrena d'All Access, als canals especialitzats CTV Sci-Fi Channel (anglès) i Z (francès) abans de ser emès en streaming a Crave. Amazon Prime Video va llançar cada episodi en les 24 hores posteriors al seu debut als Estats Units a més de 200 països i territoris d'arreu del món.
La setmana posterior a l'estrena de la temporada, el primer episodi es va llançar gratuïtament. a YouTube als EUA durant un temps limitat. El 30 de gener, el servei de transmissió gratuït ViacomCBS PlutoTV va emetre una marató de 24 hores del primer episodi de la sèrie, seguida de visualitzacions repetides cada nit fins al 5 de febrer com a títol inicial d'un bloc de programació. Dies abans de l'estrena del final de temporada el 26 de març, Stewart va anunciar un mes gratuït de CBS All Access per als espectadors dels EUA, que finalitzava el 23 d'abril. Això permetria als no subscriptors veure tota la temporada gratuïtament. L'oferta va arribar mentre moltes persones als Estats Units estaven aïllades a casa a causa de la pandèmia de COVID-19.
Els tres primers episodis de la temporada es van poder reproduir gratuïtament a CBS.com, StarTrek.com i PlutoTV durant una setmana a partir del 17 de juny de 2020, com a part d'un esdeveniment de CBS All Access titulat #StarTrekUnited. Els episodis es trobaven entre els 15 episodis de Star Trek "més rellevants culturalment" que es van escollir per ser inclosos com a part de l'esdeveniment, que va servir com a recaptació de fons per a diverses organitzacions, com ara Black Strategy Fund, Movement for Black Lives i Black Lives Matter. Per a la recaptació de fons, CBS All Access va donar 1 dòlar a una d'aquestes organitzacions per cada fan que tuitegés utilitzant el hashtag #StarTrekUnitedGives el dia 17 de juny.
El setembre de 2020, ViacomCBS va anunciar que CBS All Access s'ampliaria i canviaria el nom a Paramount+ el març de 2021. La temporada va romandre a Paramount+ juntament amb les temporades futures. El febrer de 2023, Paramount va fer un nou acord amb Prime Video pels drets de transmissió internacional de la sèrie. Això va permetre que la temporada s'afegís a Paramount+ en alguns altres països, a més de romandre a Prime Video. L'agost de 2023, el contingut de "Star Trek" es va eliminar de Crave i la temporada va començar a emetre's en streaming al Canadà a Paramount+. La sèrie continuaria emetent-se a CTV Sci-Fi i estaria disponible a CTV.ca i a l'aplicació CTV.

### Mitjans domèstics
La temporada es va estrenar en format DVD, Blu-Ray i Steelbook d'edició limitada als Estats Units el 6 d'octubre de 2020. El llançament inclou els 10 episodis, així com reportatges sobre el rodatge, escenes eliminades, un resum i un comentari del primer episodi a càrrec de Kurtzman, Goldsman, Chabon, Beyer i Culpepper. També s'inclou en el llançament "Children of Mars", un curtmetratge de la sèrie complementària Star Trek: Short Treks. El 5 de setembre de 2023 es va publicar una caixa amb la sèrie completa i més de set hores de contingut especial, mentre que el 7 de novembre es va publicar un Blu-ray de 54 discs "Picard Legacy Collection" que inclou aquesta sèrie.

## Recepció

### Espectadors
Una setmana després de l'estrena de la temporada, la CBS va dir que Picard havia establert un nou rècord de reproduccions totals d'una sèrie original de CBS All Access amb un 115% més de reproduccions totals que el rècord anterior establert per Star Trek: Discovery. La CBS també va atribuir l'estrena, juntament amb els 62ns Premis Grammy Anuals i un mes intens de partits de futbol, al fet que el mes de gener de 2020 va batre el rècord del servei pel nombre més gran de subscriptors nous en un mes. Anteriorment ostentat el febrer del 2019, el nou rècord del gener del 2020 inclou el segon nombre més gran de nous subscriptors en una sola setmana per al servei durant la setmana de l'estrena de Picard. Al Canadà, 1,1 milions d'espectadors van veure l'estrena de la sèrie en directe o el mateix dia del seu debut, la major audiència de la història per a un episodi al canal CTV Sci-Fi. Una setmana més tard, l'audiència confirmada del primer episodi havia crescut fins a 1,85 milions d'espectadors, amb 3 milions que havien vist almenys una part de l'episodi, convertint-lo en l'especialitat d'entreteniment més vista de la història al Canadà. L'episodi també va rebre la major audiència de la primera setmana per a qualsevol estrena de sèrie a Crave.

### Resposta de la crítica
El lloc web agregador de ressenyes Rotten Tomatoes va informar d'una taxa d'aprovació del 86% amb una puntuació mitjana de 7,55/10 basada en 254 ressenyes. El consens crític del lloc web diu: "Ancorada per l'incomparable Patrick Stewart, Picard s'allunya del protocol estàndard de la Flota Estel·lar amb una història més lenta i serialitzada, però com tots els grans Star Trek aborda temes oportuns amb gràcia i suposa un emocionant impuls cap a la frontera final." La qualificació mitjana dels episodis de la temporada és del 85%. Metacritic, que utilitza una mitjana ponderada, va assignar una puntuació de 76 sobre 100 basada en les crítiques de 27 crítics, cosa que indica crítiques "generalment favorables".
En revisar els tres primers episodis, Liz Shannon Miller de Paste estava contenta que la sèrie no fos una preqüela i, en canvi, ampliés la franquícia. Va elogiar el repartiment, especialment Stewart, però va sentir que alguns dels grans girs no funcionarien tan bé per als nous espectadors com ho van fer per als fans existents de "Star Trek". Escrivint per a Forbes, Merrill Barr va estar d'acord que la sèrie era més accessible per als fans existents, però va sentir que era menys inaccessible per als nous fans que Discovery. Va dir que hi havia elements dels episodis inicials que podrien haver estat més ràpids, però es va mostrar optimista sobre la resta de la temporada. Daniel D'Addario de Variety va dir que Stewart era el major actiu de la sèrie, lloant la seva actuació alhora que criticava la lentitud. Joshua Rivera de The Verge va sentir que els tres primers episodis van funcionar bé tant per als nous espectadors com per als antics fans de "Star Trek", però va criticar la quantitat d'explicacions als episodis que considerava que els feien divagar. També li preocupava que la sèrie donés respostes massa fàcils a les seves preguntes filosòfiques, però esperava que això es pogués solucionar en episodis posteriors. Ben Travers a IndieWire va donar una nota de "B" als tres primers episodis, lloant Stewart però expressant preocupació per la dependència de la sèrie de la nostàlgia per les històries anteriors de "Star Trek". Va comparar la sèrie amb la |trilogia de seqüeles de "Star Wars", sentint que tornar a veure Luke Skywalker era nostàlgic, però desconstruir-lo a "Star Wars: Els últims Jedi" (2017) va ser més satisfactori. Travers va dir que Picard podria fer el mateix sempre que s'allunyés de la seva representació més nostàlgica del personatge. Brian Lowry va fer una crítica negativa dels episodis per a CNN, centrant-se en els elements nostàlgics i el ritme lent.
Jennifer Ouellette va fer una crítica de la temporada per a Ars Technica després del seu final i va assenyalar que el ritme lent dels episodis inicials va continuar durant la resta de la temporada i que podria haver estat degut a l'experiència de Chabon escrivint novel·les. Va reconèixer que aquesta era una de les diverses preocupacions dels fans amb la temporada, que també incloïa el to més fosc de la sèrie i les similituds percebudes entre la seva història i dissenys i els del videojoc Mass Effect 2 (2010). Ouellette va apreciar personalment l'enfocament de la temporada en els personatges, i va ser especialment positiva sobre la inclusió de Set de Nou i les seves interaccions amb Raffi. Va sentir que la temporada hauria estat més forta si hagués estat una minisèrie, creient que la mort de Picard al final de la temporada es va veure minada per la necessitat que tornés per a una segona temporada. També va sentir que l'evolució de la seva missió de salvar Soji a salvar tota una raça d'éssers sintètics va elevar els riscos de la sèrie més enllà de la seva exploració de personatges i temes. Escrivint sobre la temporada per a Rolling Stone, Alan Sepinwall va elogiar Stewart i va dir que va elevar la sèrie que, d'altra banda, estava "sobrecarregada" amb una història massa complexa per als seus 10 episodis. Sepinwall va assenyalar específicament que les històries més episòdiques, com ara "Stardust City Rag", van ser apreciades, però van significar que la trama general no va rebre el temps necessari per ser explorada. Va apreciar que la temporada donés un millor final a la història de Data que "Nemesis", i va sentir que la temporada en general era un bon començament per a la sèrie, però esperava que la segona temporada tingués una història més clara. Stephen Kelly de "The Guardian" va criticar el to fosc, la violència i la profanació de la sèrie, afirmant que l'optimisme per al futur era més important del que Chabon i Kurtzman semblaven creure. Va contrastar la sèrie amb "Star Trek: Deep Space Nine", que va ser capaç d'explicar una història similarment fosca sense perdre l'esperança de la resta de la franquícia. El maig de 2020, Ruth Terry va escriure un article per a "StarTrek.com" amb comentaris del professor de comunicació i autor Dr. Thomas Parham III, en què elogiaven la temporada per reconèixer el paper de Picard com a aliat dels grups marginats mentre l'obligaven a afrontar el seu propi privilegi. Terry va escriure que la representació i la inclusió es consideraven més importants el 2020 que quan es va fer la sèrie anterior de "Star Trek", i "Picard" va poder reflectir-ho mostrant que el personatge principal perdia la seva capacitat física, la seva rellevància a la Flota Estel·lar i algunes de les seves relacions, alhora que aprenia a mostrar més empatia. Va sentir que reflectir el temps actual d'aquesta manera era una cosa que "Star Trek" sempre havia fet bé i "Picard" continuava així.
Parlant de les respostes a la temporada, Chabon va sentir que hi havia algunes crítiques vocals dels fans perquè no complia les seves expectatives sobre Picard i el seu món. Chabon va dir que havia sentit el mateix després de créixer veient la sèrie original de "Star Trek" i després experimentar els canvis fets a la franquícia per a "La nova generació", i va sentir que els fans arribarien a apreciar "Picard" amb el temps, tal com va fer amb "La nova generació". Chabon també va dir que hi havia una secció del públic de la sèrie que va anomenar el "fandom tòxic, el grup anti-SJW", i va optar per ignorar-los. Sobre l'assassinat dels personatges llegats de "Star Trek", Icheb i Hugh, Chabon va sentir que la manera com van morir justificava els actes: la mort d'Icheb va ser una part important de l'arc del personatge de Seven of Nine, i la mort de Hugh va ser una conclusió significativa del seu propi arc. Chabon es va sorprendre que alguns membres del públic estiguessin "molests per la mort d'un personatge independentment de com va morir aquest personatge... Simplement no entenc la televisió d'aquesta manera". Sobre l'enfocament de la sèrie als personatges LGBTQ, Chabon va reconèixer que alguns fans estaven decebuts que la sèrie no explorés explícitament aquests personatges com ho fa "Star Trek: Discovery", però ell volia intencionadament revelar detalls personals sobre el repartiment d'una manera més naturalista. És per això que l'únic moment en què la sexualitat s'aborda explícitament a la temporada és quan revela l'estat mental de Jurati després que mati Maddox. Chabon sí que va considerar que la temporada, de manera més subtil, havia demostrat que tant Set de Nou com Raffi havien estat prèviament en relacions homosexuals.

### Reconeixements
La temporada és una de les 33 sèries de televisió que van rebre el segell ReFrame per a la temporada 2019-2020. El segell és atorgat per la coalició per a la igualtat de gènere ReFrame com a "marca de distinció per a projectes de cinema i televisió que... contracten persones que s'identifiquen com a dones en quatre de les vuit àrees de producció" per mostrar el progrés en la contractació equilibrada de gènere. En una declaració general, ReFrame va destacar Culpepper com la primera dona a dirigir una estrena de "Star Trek".
| Any  | Premi                                            | Categoria | Nominat(s) | Resultat  | Ref.            |
| ---- | ------------------------------------------------ | --- | --- | --------- | --------------- |
| 2020 | Premis Dragon                                    | Millor sèrie de televisió de ciència-ficció o fantasia                                                              | Star Trek: Picard | Nominat   | [ 138 ]         |
| 2020 | Premis Primetime Creative Arts Emmy              | Millor pentinat d'època i/o de personatge                                                                           | Maxine Morris, Maria Sandoval, Wendy Southard, Sallie Nicole Ciganovich, Ashleigh Childers i Yesim Osman (per "Stardust City Rag")                                                        | Nominat   | [ 139 ] [ 140 ] |
| 2020 | Premis Primetime Creative Arts Emmy              | Millor maquillatge d'època i/o de personatge (no protètic)                                                          | Silvina Knight, Robin Beauchesne, David Williams, Peter De Oliveira i Natalie Thimm (per "Stardust City Rag")                                                                             | Nominat   | [ 139 ] [ 140 ] |
| 2020 | Premis Primetime Creative Arts Emmy              | Millor maquillatge protètic per a una sèrie, sèrie limitada, pel·lícula o especial                                  | James Robert Mackinnon, Vincent Van Dyke, Richard Redlefsen, Alexei Dmit Riew, Neville Page i Michael Ornelaz (per "Absolute Candor")                                                     | Guanyador | [ 139 ] [ 140 ] |
| 2020 | Premis Primetime Creative Arts Emmy              | Millor edició de so per a una sèrie de comèdia o dramàtica (una hora)                                               | Matthew E. Taylor, Tim Farrell, Henry Cohen, Michael Schapiro, Sean Heissinger, Clay Weber, Moira Marquis, Stan Jones, Alyson Dee Moore i Chris Moriana (per "Et in Arcadia Ego, Part 2") | Nominat   | [ 139 ] [ 140 ] |
| 2020 | Premis Primetime Creative Arts Emmy              | Millor mescla de so per a una sèrie de comèdia o dramàtica (una hora)                                               | Peter J. Devlin, Todd M. Grace, Edward C. Carr III i Michael Perfitt (per "Et in Arcadia Ego, Part 2")                                                                                    | Nominat   | [ 139 ] [ 140 ] |
| 2021 | Premis del Sindicat de Dissenyadors de Vestuari  | Excel·lència en Televisió de Ciència-Ficció/Fantasia                                                                | Christine Bieselin Clark (per "Absolute Candor") | Nominat   | [ 141 ]         |
| 2021 | Premis Critics' Choice Super                     | Millor sèrie de ciència-ficció/fantasia                                                                             | Star Trek: Picard | Nominat   | [ 142 ]         |
| 2021 | Premis Critics' Choice Super                     | Millor actor en una sèrie, sèrie limitada o telefilm de ciència-ficció                                              | Patrick Stewart | Guanyador | [ 142 ]         |
| 2021 | Premis del Sindicat de Maquilladors i Perruquers | Millors Efectes Especials de Maquillatge en una Sèrie de Televisió, Minisèrie o Sèrie de Nous Mitjans               | James MacKinnon, Richard Redlefsen, Alexei Dmitriew i Vincent Van Dyke | Nominat   | [ 143 ]         |
| 2021 | Premis d'editors de so de cinema                 | Assoliment destacat en edició de so: diàleg i ADR per a mitjans de radiodifusió de format llarg episòdic            | Matthew E. Taylor i Sean Heissinger (per "The Impossible Box") | Nominat   | [ 144 ]         |
| 2021 | Premis d'editors de so de cinema                 | Assoliment Destacat en Edició de So – Efectes de So i Foley per a Mitjans de Radiodifusió Episòdics de Format Llarg | Matthew E. Taylor, Tim Farrell, Harry Cohen, Michael Schapiro, Clay Weber, Darrin Mann, Alyson Dee Moore i Chris Moriana (per "Et in Arcadia Ego, Part 2")                                | Guanyador | [ 144 ]         |
| 2021 | Premis NAACP Image                               | Millor Direcció en una Sèrie Dramàtica                                                                              | Hanelle Culpepper (per "Remembrance") | Guanyador | [ 145 ]         |
| 2021 | Premis Saturn                                    | Millor sèrie de televisió de ciència-ficció                                                                         | Star Trek: Picard | Nominat   | [ 146 ] [ 147 ] |
| 2021 | Premis Saturn                                    | Millor actor de televisió                                                                                           | Patrick Stewart | Guanyador | [ 146 ] [ 147 ] |
| 2021 | Premis Saturn                                    | Millor actuació d'un actor jove en una sèrie de televisió                                                           | Isa Briones | Nominat   | [ 146 ] [ 147 ] |
| 2021 | Premis Saturn                                    | Millor paper convidat en televisió                                                                                  | Jeri Ryan | Nominat   | [ 146 ] [ 147 ] |